# Zen-Glossar
Das Zen-Glossar erläutert häufig verwendete Begriffe und ihre Zusammenhänge aus dem japanischen Zen-, dem chinesischen Chan- und dem vietnamesischen Thiền-Buddhismus.

## A
Achtsamkeit (mindfulness)Achtsamkeit (englisch mindfulness) bezeichnet einen Zustand von Geistesgegenwart, in dem ein Mensch hellwach die gegenwärtige Verfasstheit seiner direkten Umwelt, seines Körpers und seines Gemüts erfährt, ohne von Gedankenströmen, Erinnerungen, Phantasien oder starken Emotionen abgelenkt zu sein, ohne darüber nachzudenken oder diese Wahrnehmungen zu bewerten. Achtsamkeit kann demnach als Form der Aufmerksamkeit im Zusammenhang mit einem besonderen Wahrnehmungs- und Bewusstseinszustand verstanden werden, als spezielle Persönlichkeitseigenschaft sowie als Methode zur Verminderung von Leiden (im weitesten Sinne).
Achtsamkeit kann klar von Konzentration unterschieden werden. Konzentration besteht darin, sich aufmerksam auf ein bestimmtes Objekt oder einen Objektbereich wie etwa eine Schriftzeile einzustellen, darauf seinen Blick zu fokussieren und seine ganze Aufmerksamkeit für diesen begrenzten Bereich seiner Wahrnehmung aufzuwenden. „Achtsamkeit“ hat eine dazu entgegengesetzte Ausrichtung. Hier wird der Fokus der Aufmerksamkeit nicht gezielt eingeengt, sondern vielmehr weit gestellt.
AngoRegenzeit-Retreat, ursprünglich in Indien die Zeit während der Monsunzeit, in der Nonnen und Mönche in einem Tempel oder Kloster intensiv praktizieren. Der Begriff bedeutet wörtlich „friedliches Verweilen“ und ist die japanische Übersetzung des Sanskrit-Wortes „vârsika“. Der Brauch geht auf die Zeit des historischen Buddha zurück, der sich mit seinen Anhängern während der jährlichen Monsunzeit niederließ, da die buddhistische Mönchsregel (Vinaya) das Reisen während der Regenzeit verbot. Heute hält die japanische Sangha das Sommer-Retreat als eines von zwei jährlichen Retreats ab. Während der Klausur halten sich die Mönche und Nonnen streng an die monastischen Zen-Regeln (shingi) und konzentrieren sich auf Zazen. Im Japanischen heißen die Klausuren „ge-ango“ (Sommerklausur) oder „u-ango“ (Regenklausur). Dōgen Kigen beschreibt die Tradition des Sôtô für das Ango im neunundsiebzigsten Kapitel des Shōbōgenzō, genannt „Ango“.
AgyōKommentare eines Zen-Meisters zu einem Kōan.
ArayashikiJapanische Transliteration für den Sanskrit Begriff Alayavijnana, was Alaya-Bewusstsein bedeutet.
Association Zen Internationale (AZI)Die AZI ist eine internationale buddhistische Vereinigung, die 1970 vom Zen-Meister Taisen Deshimaru gegründet wurde. Die AZI verfolgt das Ziel, die Praxis und die Lehren des Zen den Menschen in Europa zugänglich zu machen. Sie ist heute die größte zen-buddhistische Gruppe in Europa und ihr gehören mehr als rund 200 Dōjōs und Zengruppen an.
Avatamsaka-SutraBedeutet im Deutschen „Blumengirlanden-Sutra“ und wird nach der chinesischen bzw. japanischen Lesung oft auch als Huayan (Hua-yen)-Sutra oder Kegon-Sutra (Kegon-kyō) bezeichnet. Es ist eines der umfangreichsten buddhistischen Mahayana-Sutras und wurde ursprünglich in Sanskrit verfasst. Das Sutra hatte großen Einfluss in China (Huayan-Schule) und gelangte später auch nach Japan (Kegon-Schule) und Korea (Hwaeom jong). Innerhalb des koreanischen Zen-Buddhismus, dem Seon, spielt das Avatamsaka-Sutra bis heute eine bedeutende Rolle.

## B

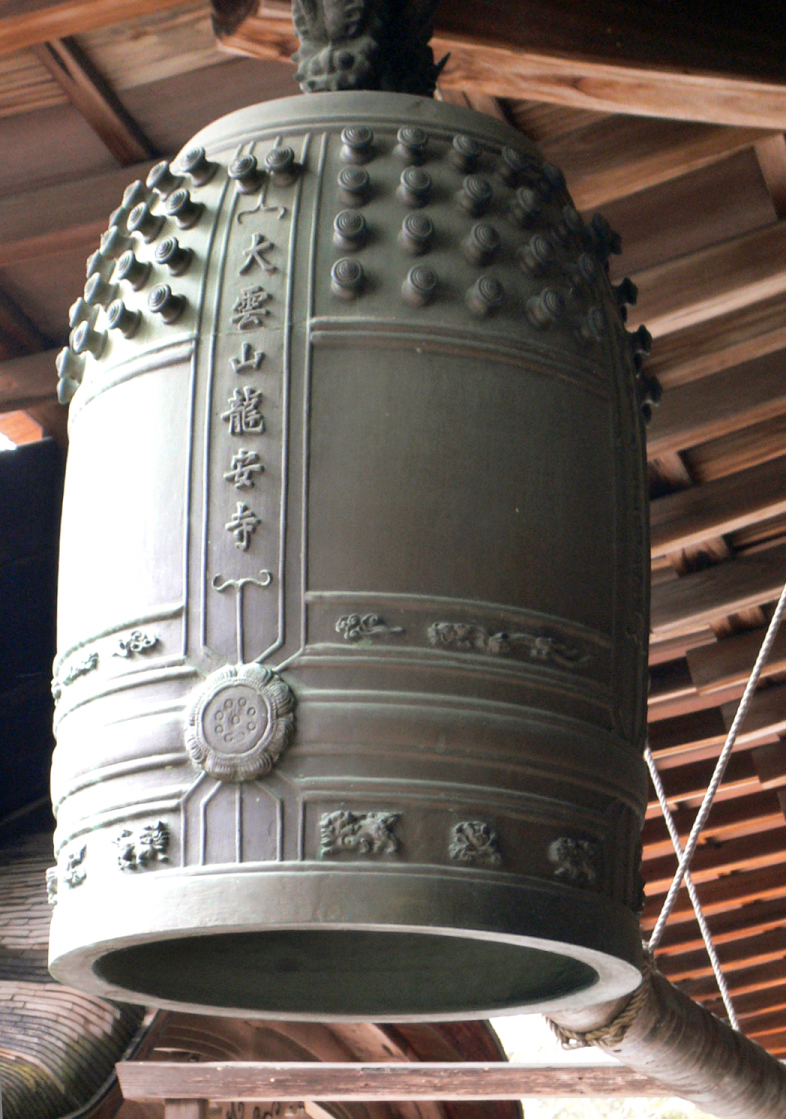
Bonshō

Bambuswald-SchuleVietnamesische Schule (Trúc-Lâm-Schule) des Zen-Buddhismus (Thiền), die auf den Lehrer Lieu Quan (der Asket des Bambuswaldes) zurückgeht, der Anfang des 14. Jahrhunderts Buddhismus lehrte.
BankaDie Abendzeremonie (Banka) stellt eine von drei Perioden des rituellen Singens dar, welche gemeinsam mit der Morgenzeremonie (siehe Chôka) und der Mittagszeremonie täglich in einem Zen-Kloster abgehalten werden. Die Abendzeremonie findet vor Dämmerung in der Haupthalle (Butsuden) statt und umfasst das Rezitieren verschiedener Sutras. In der Literatur wird sie zudem als „Banka Fugin“ bezeichnet.
BikuEin buddhistischer Mönch; die japanische Transkription für Bhikkhu.
BikuniEine buddhistische Nonne; die japanische Transkription für Bhikkhuni.
BessuWeiße Socken, die von Nonnen und Mönchen während bestimmten Zeremonien verwendet werden.
Biyan LuBedeutet im Deutschen näherungsweise Aufzeichnungen des türkisblauen Felsens und ist eine Sammlung von 100 Kōan in 10 Faszikeln (Hefte) aus der Blütezeit des chinesischen Chan-Buddhismus der Song-Dynastie (960–1279). Die Sammlung gilt als Klassiker der Zen-Literatur, mit Beispielen u. a. von dem 1. Patriarchen des Zen-Buddhismus Bodhidarma und Yunmen, von dem der Spruch „Nichi nichi kore kōjitsu“ – „Tag um Tag ist guter Tag“ stammt.
Blumengirlanden-Sutra, siehe Avatamsaka-Sutra.
BodaiErleuchtung, Weisheit. Die japanische Übersetzung für den Sanskrit-Begriff Bodhi. Der Begriff „Bodhi“ wird gemeinhin mit „Erleuchtung“ oder „Weisheit“ übersetzt. Er bezeichnet das ultimative Ziel der buddhistischen Praxis. Der historische Buddha erlangte Bodhi, als er unter dem Bodhi-Baum meditierte. In der Theravada-Tradition streben Praktizierende danach, diese Erfahrung nachzuahmen, indem sie dem Achtfachen Pfad folgen. Der Theravada-Buddhismus beschreibt Bodhi als den Punkt, an dem man sich von allen Leiden und illusorischen Missverständnissen befreit hat und die vier edlen Wahrheiten verwirklicht. Der Bodhisattva-Pfad wird als Weg zur Erlangung von Bodai beschrieben. Die verschiedenen Schulen des Mahayana-Buddhismus beschreiben den Inhalt der Bodai-Weisheit auf unterschiedliche Weise, wobei eine der häufigsten Beschreibungen darin besteht, sie als Verwirklichung der Leerheit zu bezeichnen. Dies führt zur Erkenntnis der Einheit von Samsara und Nirwana.
Bodai-DarumaBodai-Daruma oder Bodhidharma oder Daruma auf Japanisch war ein aus Indien stammender buddhistischer Mönch und gilt als der erste Patriarch der Chan- und Zen-Linien.
BodaijuJapanische Bezeichnung für den Boddhi-Baum (Pappel-Feige). In der buddhistischen Symbolik steht der „bodaiju“ für Erleuchtung und Weisheit.
BodaishinBodaishin im Japanischen oder Bodhichitta im Sanskrit ist in der buddhistischen Lehre das Streben nach Erleuchtung (Bodhi), die selbstlose Entschlossenheit, das Ziel der Erleuchtung nicht aus Eigennutz, sondern zum Wohle aller Wesen zu erlangen. Das Wort Bodhichitta setzt sich aus den Wörtern Bodhi und Citta ‚Geist‘, ‚Emotion‘, ‚Gedanke‘ zusammen und wird daher mit ‚Erleuchtungsgeist‘ oder ‚Geist der Erleuchtung‘ übersetzt.
BodhiDieses Sanskritwort, das im Deutschen mit „Erwachen“ und „Erleuchtung“ übersetzt wird, bezeichnet im Buddhismus einen Erkenntnisprozess, der auf dem von Buddha gelehrten Heilsweg von zentraler Bedeutung ist. Das Wort stammt von einer Sanskrit-Wurzel, von der sich auch „Buddha“ (wörtlich „der Erwachte“) ableitet.
Innerhalb des Zen gibt es zwei unterschiedliche Lehrmeinungen die von Bodhi als spontaner, plötzlicher Erfahrung (z. B. Hui Neng) und die von der allmählichen meditativen Selbstvollendung (z. B. Shenxiu). Aber auch die spontane Erfahrung ist kein einmaliger Vorgang, durch den die endgültige Erkenntnis in absoluter Vollständigkeit erlangt wird, sondern alle Meister haben ihre gewonnene Einsicht über Jahrzehnte vertieft, oft auch bei anderen Meistern. Die Vorstellung, eine blitzartige „Erleuchtung“ erlangen zu können oder gar zu wollen, ist nach diesen Lehren der ruhigen, geduldigen meditativen Übung abträglich und bewirkt eher das Gegenteil.
BodhidharmaBodhidharma oder Bodai-Daruma oder Daruma auf Japanisch war ein aus Indien stammender buddhistischer Mönch und gilt als der erste Patriarch der Chan- und Zen-Linien. Seine Historizität ist zwar teilweise gesichert, jedoch liegen die historischen Einzelheiten im Dunklen, da die Legende erst einige Jahrhunderte nach seinem Tod entstand und immer weiter ausgeschmückt wurde.
Bodhidharma-Schule, siehe Daruma-shū.
BodhimandaDer Platz unter dem Bodhi-Baum, wo Buddha praktizierte und die Erleuchtung erfuhr, heißt im Sanskrit bodhimaṇḍa „Platz der Erleuchtung“. Dem entspricht chinesisch daochang, japanisch dōjō und koreanisch dojang.
Bodhisattva-GelübdeIst ein häufig rezitierter Text im chinesischen und japanischen Buddhismus, insbesondere im Zen und wird im Deutschen auch die Vier bedeutsame Gelübde genannt. Im tibetischen Buddhismus ist das Bodhisattva-Gelübde Grundlage für die Mahayana-Praxis. Es ist Ausdruck und Bestärkung des Bodhisattva-Geistes (bodhicitta) und motiviert zur täglichen Praxis von Mitgefühl und Weisheit, zur praktischen Umsetzung im Alltag zum Wohle aller fühlenden Wesen.
Bodhi-Tagoder Erleuchtungstag (japanisch Shaka-Jōdō-e, kurz: Jōdō-e) ist ein Gedenktag im Mahayana-Buddhismus, der an die Erleuchtung von Shakyamuni Buddha unter dem Bodhi-Baum im Jahre 525 v. Chr. erinnert. Nach dem chinesischen Kalender wird der Erleuchtungstag am achten Tag des zwölften Mondes und nach japanischer und Zen Tradition am 8. Dezember begangen. Im japanischen Zen ist der Erleuchtungstag als Rōhatsu oder Rōhachi (臘八) bekannt.
BonshōKann im Deutschen mit ‚buddhistische Glocke‘, ‚hängende Glocke‘, ‚große Glocke‘, oder ‚Riesenglocke‘ übersetzt werden und bezeichnet in buddhistischen Klöstern in Japan Glocken, die die Mönche zur Rezitation rufen und die Tageszeiten angeben. Sie haben keinen Klöppel, sondern werden von außen an einem tsukiza (Schlagsockel) genannten verstärkten Bereich mit einem Holzbalken (shumoku, „Schlagholz“), der an Seilen hängt, angeschlagen. In neuerer Zeit wurden die Glocken zu einem Symbol für Weltfrieden.
BokusekiBokuseki, zu Deutsch „Tuschspur“, ist eine Form der japanischen Kalligraphie (Shodō). Sie wurde von Zen-Mönchen als spezieller Zenga-Stil entwickelt. Die Tuschspuren sind Ausdruck eines intensiv erlebten Augenblicks. Bei den Bokuseki-Praktizierenden verwirklicht sich in jeder Tuschspur Zen und die Zazen-Praxis ist auch Ausdruck der Zazen-Erfahrung des Einzelnen, die sich in einer körperlich-künstlerischen Handlung veranschaulicht.
BosatsuJapanisch für Bodhisattva.
BudōBudō bedeutet im Deutschen „Militärweg, Kriegsweg“ und ist der Oberbegriff für alle japanischen Kampfkünste, also Jiu Jitsu, Judo, Karate, Suijutsu, Aikidō, Shōrinji Kempō, Sumō, Kendō, Bujinkan, Iaidō, Kyūdō u. a., die – im Gegensatz zu den traditionellen Bujutsu-Kriegskünsten – außer der Kampftechnik noch eine „innere“ Dō-Lehre oder auch -Philosophie enthalten. Die Budō-Wege sind auch unter dem wachsenden Einfluss des Zen entstanden, als die Samurai keine Kriege mehr führen mussten und sie Zeit für das Üben der Kampf-„Künste“ im Sinne der Selbstschulung hatten.
BusshōDie Buddha-Natur oder buddha-dhātu in Sanskrit, ist in weiten Teilen des Mahayana-Buddhismus ein zentraler Begriff, insbesondere im chinesischen Chan und im japanischen Zen, sowie im tibetischen Vajrayana. Die Buddha-Natur bezeichnet die allgemeine, innewohnende Fähigkeit und Kraft von Lebewesen, die Erleuchtung zu erlangen und die Buddhaschaft zu erreichen. In der westlichen Philosophie wird sie oft als Fähigkeit zur plötzlichen Erkenntnis beschrieben, eine Erkenntnis, die über den Intellekt hinausgeht und einen radikalen Wandel bewirkt.
Busshō (Shōbōgenzō)Busshō, auch als Buddha-Natur bezeichnet, ist das dritte Buch des Shōbōgenzō des Sōtō-Zen-Mönchs Eihei Dōgen aus dem 13. Jahrhundert. Der Titel deutet bereits an, dass es sich um eine Diskussion des Konzepts der Buddha-Natur handelt, in der Dōgen seine einzigartige Sichtweise der Bedeutung des Begriffs darlegt. Während typischerweise die Buddha-Natur als die inhärente Aussicht interpretiert wird, ein Buddha zu werden, oder alternativ als eine Art Lebenskraft in uns, sieht Dōgen in Busshō die Buddha-Natur einfach als konkrete Realität selbst. Dōgen präsentiert diese These in seinem charakteristisch anspruchsvollen Stil, der durch häufige Anspielungen auf und Kommentare zu klassischer Zen-Literatur sowie durch komplexe Wortspiele, die auf kreativen Interpretationen der klassischen chinesischen Satzstruktur beruhen, gekennzeichnet ist.

ButsuJapanisch für Buddha.
ButsudanDer Butsudan ist der Altar in einem Kloster, einem Tempel oder im Haus eines Laien, auf dem den Bildern des Buddha (Butsu), der Bodhisattvas und verstorbener Familienmitglieder und Vorfahren Opfergaben dargebracht werden. Im Mittelpunkt der Rituale stehen gewöhnlich große Buddhas oder Bodhisattvas wie Avalokiteśvara (siehe Guanyin), Kṣitigarbha und Manjushri. Ein wichtiges Element der rituellen Zen-Praxis ist die Durchführung ritueller Niederwerfungen (japanisch raihai) oder Verbeugungen, die gewöhnlich vor einem Butsudan durchgeführt werden.

## C

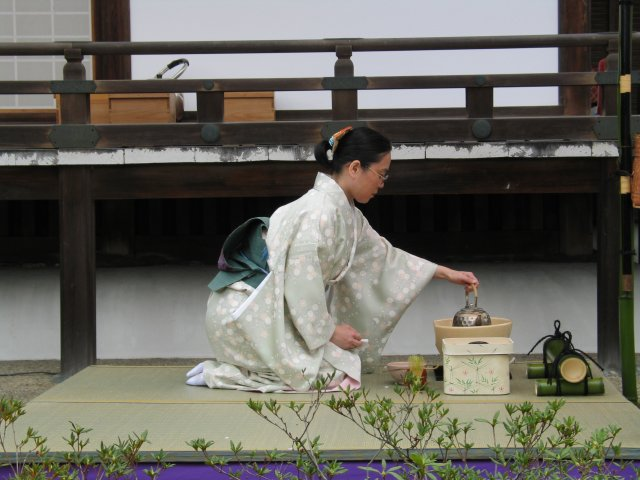
Teezeremonie

ChadōBedeutet im Deutschen in etwa „Teeweg“ oder „japanische Teezeremonie“, auch bekannt als „Teeritual“, steht in ihrer zugrunde liegenden Philosophie dem Zen nahe. Es ist eine in ihrem Ablauf bestimmten Regeln folgende Zusammenkunft und eine meditative Übung des konkreten Im-Augenblick-Seins. In ritualisierten Abläufen werden scheinbar alltägliche Handlungen wie die Bereitung und der Genuss von Tee mit großer Achtsamkeit ausgeführt, wobei Körper, Geist und Atmung zu einer Einheit werden und Gast und Gastgeber sich in Harmonie miteinander verbinden. Die Teezeremonie vermittelt tiefe Stille und Frieden mitten in der Alltäglichkeit. Beim verwendeten Tee handelt es sich um so genannten Matcha, fein gemahlenen Grüntee. Um dem Gast die Möglichkeit zur inneren Einkehr zu bieten, findet die Zusammenkunft in einem bewusst schlicht eingerichteten Teehaus statt.
ChanEine in China durch Synthese mit Daoismus und Konfuzianismus entstandene Linie des Mahayana-Buddhismus. Das chinesische Wort chán leitet sich vom Sanskritwort Dhyāna ab, das zunächst als Chan’na (chánnà) ins Chinesische übersetzt wurde und „Zustand meditativer Versenkung“ bedeutet. Auch wenn die Ursprünge des Buddhismus in Indien liegen, ist der Chan-Buddhismus religionsgeschichtlich als eine genuin chinesische Entwicklung anzusehen, wobei insbesondere deutliche Einflüsse des Daoismus erkennbar sind. Der Legende nach von Bodhidharma zwischen 480 und 520 n. Chr. begründet; weitere Verbreitung durch Mönche nach Vietnam (Thiền), Korea (Seon) und Japan (Zen).
ChánshīBis zur Tang-Dynastie wurde der Begriff „Chánshī“ (Dhyana-Meister) in China regelmäßig für einen Mönch verwendet, der ein Meister des Chan oder der Meditation war, im Gegensatz zu denjenigen, die sich auf Dharma (Schriftlehren) und Disziplin und moralische Gebote (Vinaya) spezialisiert hatten.
ChōkaMorgenzeremonie – eine von drei Perioden des rituellen Gesangs, die täglich in einem Zen-Kloster abgehalten werden. Die Morgenzeremonie findet vor Sonnenaufgang in der Haupthalle (Butsuden), nach dem ersten Zazen des Tages, statt. Dabei werden verschiedene Sutren und andere Gebete gesungen. Chōka wird auch als Chōka fugin bezeichnet.
Abendzeremonie siehe Banka.

## D
DaibutsuBesagt im Deutschen „großer Buddha“ und bezeichnet verschiedene große japanische Buddha-Statuen, beispielsweise die Statue im Tempel Tōdai-ji oder der rund 100 Meter hohe Ushiku Daibutsu.
DaijôDaijô, wortwörtlich „Großes Fahrzeug“ ist die japanische Übersetzung von Mahayana, einer der beiden Hauptrichtungen des Buddhismus. Der Mahayana-Buddhismus ist in ganz Ostasien verbreitet und umfasst viele verschiedene Schulen und Praxisstile, darunter auch Zen.
DaioshōJapanischer Titel für die Patriarchen, die während der Morgenzeremonie (Chōka) rezitiert werden. Im Sōtō-Zen ist der Titel „Dai-Osho“ der höchste priesterliche Rang in einer klaren monastischen Hierarchie. Er wird nur noch von „Zenji“ übertroffen, der nur auf Dōgen und Keizan (die Gründer der Schule) sowie auf die derzeitigen oder ehemaligen Äbte der beiden Haupttempel der Schule angewandt wird.
DānaDas Sanskritwort bedeutet Gabe, Almosen, Spende, Geschenk. Im Dāna wird jedoch mehr gesehen als nur das Geben von materiellen Dingen. So bezeichnet Dāna im Buddhismus allgemein etwas, das gegeben oder geschenkt wird, ohne eine Gegenleistung zu erwarten oder auch nur zu erhoffen. Darüber hinaus bedeutet dana das Verschenken von Energie und Weisheit an andere.
DaraniJapanische Transliteration des Sanskritbegriffs Dharani.
DarumaJapanische Bezeichnung für Bodhidharma, den ersten Patriarchen des Zen. Die Zen-Schule betrachtet Bodhidharma traditionell als den Gründer des chinesischen Zen (Chan).
Daruma-shūWörtlich heißt es „die Schule oder Linie von Bodhidharma“, einem indischen Mönch, der Zen im sechsten Jahrhundert von Indien nach China gebracht hat. Der Name wird verwendet, um die Zen-Schule im Allgemeinen oder die Lehren des Zen-Buddhismus zu bezeichnen. Im engeren Sinn bezieht er sich auf eine kurzlebige Schule des Zen, die von dem Mönch Dainichim Nônin in Japan gegründet wurde.bezeichnet. Diese kurzlebige Schule war eine frühe japanische Zen Strömung, die im Deutschen auch als „Bodhidharma-Schule“ bezeichnet wird. Sie entstand in der Kamakura-Zeit (1185/1187–1333) und hörte später auf, als eigenständige Schule zu existieren. 
Ein Teil von ihr ging im Rahmen ihrer Verfolgung fast vollständig in der damals noch jungen Sōtō-shū auf und dominierte diese zeitweise.
Daruma utaBedeutet wörtlich Unsinnspoesie und ist die abwertende (pejorative) Bezeichnung für Zen-Poesie besonders des 12. und 13. Jahrhunderts.
Das Buch vom TeeDas Buch vom Tee (Originaltitel: The Book of Tea) von Kakuzō Okakura wurde 1906 veröffentlicht. Das Buch wurde als „die früheste klare Darstellung des Zen-Buddhismus und seiner Beziehung zu den Künsten in englischer Sprache“ bezeichnet. Okakura argumentierte, dass „Tee mehr ist als eine Idealisierung der Form des Trinkens; er ist eine Religion der Lebenskunst“.
DendokyoshiDie Soto-shū hat im Ausland praktizierende, nicht-japanische Mönche und Nonnen mit einer „Lehrerlaubnis für den westlichen Weg“ ausgestattet (Dendokyoshi). Diese Ausbildung beinhaltet einen mehrmonatigen Studienaufenthalt in Japan, die traditionelle Praxis in einem Sodo, die Vertiefung der Zen-Praxis in Japan sowie Zeremonien, in denen die Dendokyoshi symbolisch für jeweils einen Tag Abt von Sōji-ji und Eihei-ji werden. Darüber hinaus werden die Dendokyoshi aus Amerika und Europa regelmäßig zu Tokubetsu-Sesshins eingeladen, bei denen Aspekte der Sōtō-Zen-Praxis studiert werden.
Denkō-rokuDas Denkō-roku („Aufzeichnung des Mönches Keizan über die Weitergabe des Lichts“) enthält eine Sammlung von Ereignissen, welche die Dharma-Übertragung in der Sotolinie von Mahakashyapa bis Dōgen Zenji schildern. Das Denkō-roku wurde von dem japanischen Meister Keizan Jōkin, der nach Dōgen Zenji als der bedeutendste Zen-Meister der Soto-Schule gilt, aufgezeichnet und gilt als eine der bedeutendsten Schriften des Soto-Zen.
DensuEin Mönch, der die anderen Mönche am Morgen weckt. Er leitet die Sutra-Rezitation und andere Zeremonien. Außerdem reinigt er die Ritualhallen.
DharaniWörtlich bedeutet es „das, wodurch etwas aufrechterhalten wird“ und bezeichnet oft buddhistische Sprechgesänge ohne logischen Sinnzusammenhang.
Dharani werden ähnlich wie Mantras gesungen. Dharani und Mantras unterscheiden sich nur in der Länge. Wie Mantras haben auch Dharanis oft wörtlich wenig Sinn, aber man glaubt, dass die Silben eine gewisse Kraft haben. Chinesische und japanische Dharani-Versionen sind oft Transkriptionen des Sanskrit, wobei die genaue Wortwahl nicht immer beibehalten wird. Wie Mantras kann man Dharani auch wiederholen, um sich besser auf bestimmte Meditationen zu konzentrieren. Außerdem werden sie als Zaubersprüche genutzt. Dharanis sind in verschiedenen hinduistischen Strömungen sowie in den esoterischen Schulen des Buddhismus zu finden.
Dharma-HalleDie Hauptversammlungs- und Vortragshalle in einem Zen-Kloster; auf Japanisch als Hattō bekannt.
Dharma-SitzDer formelle Vortragsitz des Abtes, auf Japanisch Hôza genannt, befindet sich auf der erhöhten Plattform in der Dharma-Halle des Klosters.
Dharma-ÜbertragungDharma-Übertragung bedeutet wörtlich „Weitergabe des Gewandes“. Es ist ein Begriff aus dem Chan- oder Zen-Buddhismus. Damit wird beschrieben, dass ein Zen-Meister einem Schüler die Erlaubnis gibt, seine Nachfolge anzutreten.
DhyanaDas Sanskritwort für Meditation, von dem der chinesische Begriff ch'an und der verwandte japanische Begriff Zen abgeleitet sind.
Diamant-Sutra„Form ist Leerheit – Leerheit ist Form“: Der Kerngedanke aus dem Herz-Sutra zieht sich wie ein roter Faden auch durch das Diamant-Sutra. Es existieren zwei Wirklichkeiten/zwei Wahrheiten: 1.) einerseits die Welt der Form, die Welt der sinnlich erfahrbaren Phänomene, die Welt der in Zeichen und Begriffen geronnenen trügerischen, da einseitigen, Wahrnehmungen und 2.) auf der anderen Seite: die Welt der Leerheit (Shunyata), die Welt der „Soheit“, eine Sphäre jenseits der Form, jenseits von Geburt und Tod, Anfang und Ende, Selbst und Nichtselbst, eine Welt jenseits aller Begriffe. Der Buddha beschränkt sich nicht darauf, diese beiden Wirklichkeiten einander gegenüberzustellen. Form und Leerheit sind eins, es gibt keine Dualität von Form und Nicht-Form – beide sind Ausdrucksformen ein und derselben Wirklichkeit, zwei Gesichter ein und der gleichen Welt.
DōBedeutet „Weg“ oder „Pfad“, die japanische Übersetzung des chinesischen Wortes Tao. Manchmal wird es als „Tō“ ausgesprochen, wie in Shintō, „der Weg der Kami“.
DokusanIm Rahmen der Zen-Übung bezeichnet „Dokusan“ den Besuch eines Schülers beim Lehrer oder Meister in der Zurückgezogenheit seines Zimmers. Im Dokusan kann der Schüler zum Zweck der Unterweisung alles besprechen, was die Zen-Praxis betrifft, Probleme oder Einsichten. Der Lehrer oder Meister erhält die Möglichkeit, die Fortschritte des Schülers zu prüfen. Das japanische Wort bedeutet auf Deutsch „Einzelbesuch“ womit die Begegnung mit dem Meister unter vier Augen, im Rinzai-Zen und im Westen teilweise auch im Soto-Zen, gemeint ist. Die besprochenen Inhalte unterliegen der absoluten Vertraulichkeit. Dokusan ist eine der tragenden Säulen der Zen-Übung. Häufig dient das Dokusan der Bearbeitung von Kōans und der Überprüfung des Übungsfortschritts des Praktizierenden. Dokusan unterliegt einem ritualisierten Ablauf, die Rituale unterscheiden sich je nach Schule.
siehe auch Sanzen.
DoshiZeremonien-Leiter im Zendo. Die oder der Doshi leitet die Sitzung und bestimmt den Rhythmus und die Abfolge der Praktiken. Ein Doshi kann auch Anweisungen erteilen und die Praktizierenden durch die Meditation führen.
DōshinDie japanische Aussprache für Tao-hsin (580–651), den vierten chinesischen Patriarchen des Zen.
Drei GifteGier, Zorn und Unwissenheit (japanisch, Sandoku). Diese drei grundlegenden Hindernisse auf dem Weg zur Erleuchtung werden manchmal als Leiden bezeichnet und können auch als die grundlegenden Ursachen des Leidens (japanisch, Bonnō) identifiziert werden.
Drei JuwelenDie Drei Juwelen oder auch Drei Kostbarkeiten, dreifache Edelsteine, Drei Schätze genannt, bezeichnen im Buddhismus, den Lehrer (Buddha), die Lehre (Dharma) und die Gemeinschaft der Praktizierenden (Sangha). Indem jemand Zuflucht zu diesen Drei nimmt, bezeugt er seine Zugehörigkeit zur Gemeinschaft der Buddhisten und gilt als Buddhist.

## E

Enso

Eihei-jiHeißt im Deutschen annähernd „Tempel des ewigen Friedens“ und ist ein buddhistisches Kloster in Japan. Es ist wie Sōji-ji eines der beiden Hauptklöster in der Linie des Sōtō-Zen und wurde 1243 von Dōgen gegründet.
EkōDie Widmung, die nach der Rezitation eines Sutra gelesen wird, um den durch die Rezitation gewonnenen Verdienst an eine bestimmte Person oder Gruppe zu richten.
EnōDie japanische Aussprache für Huineng (638–713), den sechsten chinesischen Patriarchen des Zen.
EnsōSymbol der japanischen Kalligrafie, welches in enger Verbindung mit dem Zen-Buddhismus steht. Das japanische Wort hat im Deutschen die Bedeutung „Kreis“.
Es symbolisiert Erleuchtung (Bodhi), Stärke, Eleganz, das Universum und die Leere (Mu). Im Zen stellt das Malen des Ensō einen Moment dar, in dem das Bewusstsein frei ist und Körper und Geist nicht in ihrem Schaffensprozess eingeschränkt werden. Das Ensō zeigt den Zustand des Geistes im Augenblick des Erschaffens. Einige Künstler praktizieren das Zeichnen des Ensō täglich als spirituelle Übung.
ErleuchtungDer Begriff leitet sich vom Althochdeutschen „arliuhtan“ (erleuchten), Mittelhochdeutschen „erliuhtunge“ (aufleuchten, erleuchten) und Lateinischen „illuminatio“ (Erleuchtung) ab. Auch Illumination, bezeichnet eine religiös-spirituelle Erfahrung, bei der ein Mensch sein Alltagsbewusstsein überschritten hat und eine dauerhafte Einsicht in eine – wie auch immer ausgeprägte – gesamtheitliche Wirklichkeit aus Immanenz und Transzendenz erlangt. Im heutigen allgemeinen Sprachgebrauch versteht man unter „Erleuchtung“ gewöhnlich eine plötzliche Erkenntnis oder Eingebung.
Im Buddhismus hat der Begriff des Erwachens (sanskrit: bodhi) eine zentrale Bedeutung. Er findet sich in den Wörtern „Buddha“ („der Erwachte“) und „Bodhisattva“ wieder. Bodhi kommt von der Sanskrit-Wurzel budh, die „aufwachen, erkennen, wahrnehmen, verstehen“ bedeutet. Als deutsche Übersetzung wird jedoch auch in buddhistischer Literatur sehr häufig „Erleuchtung“ gewählt, auch wenn dies der Etymologie weniger entspricht.
ErleuchtungstagDer Erleuchtungstag oder Bodhi-Tag (japanisch: Shaka-Jōdō-e, kurz Jōdō-e) ist ein Gedenktag im Mahayana-Buddhismus, der an die Erleuchtung von Shakyamuni Buddha unter dem Bodhi-Baum im Jahr 525 v. Chr. erinnert. Der Bodhi-Tag wird in vielen gängigen Mahayana-Traditionen gefeiert, zum Beispiel in den traditionellen Zen- und Amitabha-Schulen in China, Korea, Japan, Vietnam und auf den Philippinen. Im Zen ist der Erleuchtungstag als Rōhatsu oder Rōhachi bekannt. Der Erleuchtungstag wird im Buddhismus nicht so häufig gefeiert wie der Vesakh-Tag, an dem sowohl die Geburt, die Erleuchtung (Nirvāna) und das Verscheiden (Parinirvāna) von Gautama Buddha gefeiert werden.

## F
Fo Guang ShanBedeutet im Deutschen „Buddhas Berg des Lichtes“ und ist ein chinesisch-buddhistischer Orden der Chan-Tradition. Der Orden gehört zum durch Linji Yixuan begründeten Linji zong (japanisch: Rinzai-shū) und hat eine internationale Bekanntheit erreicht. Der Orden gründet und leitet weltweit Tempel und Gruppen unter seinem Namen. Der Hauptsitz der Organisation ist das größte buddhistische Kloster in Taiwan und die Organisation ist eine der größten Wohlfahrtsorganisationen in Taiwan. Fo Guang Shan ist heute eine weltweit operierende Organisation. In den vergangenen Jahrzehnten sind Tempel und Organisationen auf fünf Kontinenten in 173 Ländern etabliert worden, welche von 1.300 Nonnen und Mönchen betreut werden.
Fukanzazengi, siehe Zazengi.
Fuke-shūDie Fuke-Shū war eine mehr oder weniger lose Bewegung innerhalb des japanischen Zen-Buddhismus, die bis zu ihrem Verbot in der letzten Hälfte des 19. Jahrhunderts existierte. Der Großteil der Lehre der Fuke-shū bestand offensichtlich so gut wie kaum im Studium irgendwelcher Schriften. Eine zentrale Bedeutung kam der Musik mit der japanischen Bambuslängsflöte (Shakuhachi) zu. Die Schule erlaubte ein freies Umherziehen und war ein Auffangbecken für Laien, die keinen festen Platz in der feudalen japanischen Gesellschaftsordnung hatten.
FuroshikiFuroshiki ist ein quadratisches Wickeltuch, das vor allem in Japan traditionellerweise als Verpackung und als Tragebeutel genutzt wird. Im Zen auch zum Aufbewahren und Tragen von Roben.
FuseGeben ohne dafür etwas zu erwarten. Siehe auch Dāna.

## G

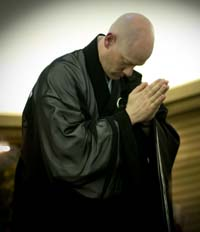
Zen-Mönch verbeugt sich mit gasshō

Gajapanische Übersetzung des Sanskrit-Begriffs Atman.
GamanDer japanische Begriff entstammt der Zen-Lehre und bezeichnet eine innere Tätigkeit gegenüber äußeren Widrigkeiten. Die japanisch-amerikanischen Internierten im Zweiten Weltkrieg übten Gaman, um gesellschaftliche Ausgrenzung, Bedrängnis und Demütigung durchzustehen. Diese verinnerlichte Haltung wurde oft von Nicht-Japanern als mangelnde Initiative falsch verstanden. Der Begriff Gaman bedeutet in der modernen japanischen Sprache „Geduld und Beharrlichkeit“.
GakiGaki im Japanischen und „Hungergeist“ im Deutschen sind eifersüchtige und gierige Geister, die zur Strafe mit einem unstillbaren Hunger nach einer bestimmten Substanz verflucht wurden. Traditionell handelt es sich bei dieser Substanz um etwas Erniedrigendes wie menschliche Leichen oder Exkremente. Gaki können nach japanischer Vorstellung durch Erinnerungen und Opfer, Segaki, aus ihrem bedauernswerten Zustand befreit werden.
GasshôBezeichnet im japanischen Buddhismus eine grundlegende Grußgeste (Mudra) und bedeutet wörtlich „zusammengefügte Handflächen“, Geste des Grußes und Respektes, der Dankbarkeit oder der Verehrung, bei der die Handflächen auf Gesichtshöhe zusammengeführt werden. Gasshō wird im Zen beim Betreten der Zen-Halle (Zendō), vor dem Zazen und je nach Zenlinie auch bei anderen Ritualen praktiziert und signalisiert zusätzlich den Respekt vor der Übung. Diese Geste schafft von selbst Einheit und Harmonie. Gasshō ist die japanische Übersetzung des Sanskrit-Begriffs añjali mudrā, was wiederum die Geste aus der indischen Begrüßung Namaste ist, die sich auch in anderen Ländern findet
La GendronnièreEin 1980 gegründeter Zen-Tempel in der Nähe von Blois in Frankreich und einer der europäischen Haupttempel der Sōtō-Schule des Zen-Buddhismus. Sein vollständiger Name ist Zendonien Tai Sei Bukkyo Dai Ichi, was soviel bedeutet wie: „Haupt-Soto-Dojo des Westens für die Lehre des Buddha“. Der Tempel wird auch als „La Gendronnière, der Haupttempel des Zen im Westen“ oder Schloss ohne Furcht bezeichnet. La Gendronnière ist ein Schloss und ein Gebäudekomplex in einem Wald am Rand der Sologne gelegen, im Loire-Tal, 15 Kilometer südlich von Blois (Frankreich).:
Genjō kōanDas Genjō kōan ist ein Text aus dem Shōbōgenzō, dem bedeutenden Werk von Dōgen, dem Gründer der Sōtō-Zen-Schule. Dōgen verortet seine Lehre in der buddhistischen Tradition und legt die Hauptthemen des Shōbōgenzō dar: die Praxis als Schleier der buddhistischen Weltanschauung und die Unbeständigkeit von Wesen und Dingen. Das Genjō kōan gilt als eine der bedeutendsten Abhandlungen im Shōbōgenzō.
GôDas japanische Wort für Karma; Handlungen und die daraus resultierenden Konsequenzen.
GodōGodō ist der Lehrer der hinteren Halle, auch als Ausbildungsleiter bezeichnet. Der Begriff „hinterer (Sitz) der (Meditations-)Halle“ verweist auf die Position innerhalb der buddhistischen Meditationspraxis. In einem Sōtō Zendō ist der Mönch, der für den Zendō verantwortlich ist, der zweite in der Hierarchie nach dem Meister. In den Rinzai-Klöstern entspricht dies dem jikijitsu (Oberster Ausbilder) in einem traditionellen japanischen Kloster, der den Kyōsaku benutzt. Der Godō verwendet den Kyōsaku, um Praktizierenden, die schläfrig oder angespannt sind und somit ihre ideale Haltung verlieren, scharfe Schläge auf die Schultern zu versetzen. In einigen Fällen, insbesondere in der Soto-Linie, bittet der Meditierende um einen solchen Schlag, indem er dem Godō ein Zeichen gibt.
Go-keBedeutet im Deutschen die fünf Schulen des Zen.
GomashioGomashio  von goma „Sesam“ und shio „Salz“, auch Gomasio oder Sesamsalz, ist eine Gewürzmischung der japanischen bzw. koreanischen Küche, die aus gerösteten schwarzen Sesamkörnern und Meersalz besteht.
GozanGozan oder Gosan bedeutet im Deutschen „Fünf Berge“ und war ein in der späten Kamakura-Zeit entstandenes und in der Muromachi-Zeit unter der Schirmherrschaft der Ashikaga geprägtes Tempelrangfolgensystem im japanischen Zen-Buddhismus. Es vereinte die großen Tempel der damals dominanten Zen-Schulen in Kamakura und Kyōto und brachte ihnen damit eine erstmalige umfassende Anerkennung seitens der weltlichen Autoritäten ein.
GounJapanisch für die fünf Skandhas. Die fünf Aggregate, die Bestandteile, aus denen alle Dinge bestehen.
Green Gulch Farm Zen CenterDas Green Gulch Farm Zen Center, auch Soryu-ji (Tempel des grünen Drachen) genannt, ist ein Zen-Zentrum in der Tradition der Sōtō-Schule in Kalifornien. Das Zen Center bietet neben Meditationskursen und Einführungen in die Japanische Teezeremonie auch mehrmonatige Lehrgänge zum ökologischen Landbau an.:
GyojiIm Zen-Buddhismus bezeichnet gyoji die „kontinuierliche Praxis“ und betont die ununterbrochene Beschäftigung mit der spirituellen Praxis im täglichen Leben. Der Begriff verbindet zwei Konzepte: gyo (Praxis oder Verhalten) und ji (Aufrechterhaltung oder Bewahrung). Dies bedeutet, dass die buddhistische Praxis ohne Unterbrechung fortgesetzt wird.
Gyoji DokanDer Begriff „Gyoji Dokan“ bedeutet wortwörtlich „Der Kreis des Weges“ in der „fortwährenden Praxis“. „Dokan“ steht für den „Ring des Weges“ und „Gyoji“ für „die fortgesetzte Praxis“. „Gyoji Dokan“ ist ein zentraler Begriff des Sotõ-Zen-Buddhismus, der die Sichtweise auf die Praxis und Verwirklichung widerspiegelt. Er steht am Anfang des Shobogenzo Gyoji.

## H

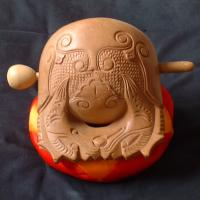
Mokugyo

HaikuDiese traditionelle japanische Gedichtform gilt als die kürzeste Gedichtform der Welt und besteht regelhaft aus drei Wortgruppen (oder Zeilen) mit 5 – 7 – 5 Lauteinheiten (oder Silben). Das (oder der) Haiku ist immer gegenständlich und spiegelt einen ganz präsenten Moment, so dass es erst im jeweiligen Lesen und Nacherleben, also Vergegenwärtigen, ganz wird. Hierin liegt eine große Nähe zum Zen, das seinen Fokus ganz auf das Gegenwärtigsein richtet. Zu den bedeutendsten Haiku-Dichtern zählen Matsuo Bashō, Yosa Buson, Kobayashi Issa und Masaoka Shiki.
Hakkai„Acht Gebote“, eine japanische Abkürzung für Hassaikai.
HanDer Begriff kommt aus dem Japanischen und bedeutet wörtlich „Brett“ oder „Tafel“. Es handelt sich um ein in Zen-Klöstern und -Dojos gebräuchliches dickes hölzernes Brett, das rhythmisch mit einem Holzhammer geschlagen wird, um die Praktizierenden zum Zazen und zu Zeremonien zu rufen.
HannyaHannya ist die japanische Transkription des Sanskrit-Begriffs Prajna und steht für Weisheit.
Hannya ShingyôDas Herz-Sutra ist ein verkürzter japanischer Titel für das Prajna-paramita-hrdayasutra, dessen vollständiger Titel auf Japanisch Maka Hannya Haramitta Shingyô lautet. Das Hannya Shingyô oder Sutra der höchsten Weisheit in deutscher Sprache gehört zu den bekanntesten buddhistischen Mahayana-Sutras. Es ist einer der kürzesten Texte der Prajnaparamita und gilt als ihr Kern.
Es wurde als „der am häufigsten verwendete und rezitierte Text in der gesamten Tradition des Mahayana-Buddhismus“ bezeichnet.
Hanka fuzaDie Sitzposition im halben Lotus.
Hasshôdô„Heiliger Achtfacher Pfad“, die japanische Bezeichnung für den Achtfachen Pfad des Buddhismus.
HaraDer Begriff kann wörtlich als „Unterleib“, „Bauch“ oder „Eingeweide“ verstanden werden. Im Zen wird dies auch als geistig-seelische Mitte des Menschen interpretiert.
HassuIn der japanischen Tradition bezeichnet Hassu einen Schüler, der dazu qualifiziert ist, die Nachfolge seines Meisters bei der Unterweisung der Schüler und der Weitergabe des Dharma anzutreten.
HishiryōHishiryō wird häufig als „Nicht-Denken“, „das dem Denken Unermessliche“ und „Denken aus dem Grunde des Nicht-Denkens“ übersetzt. Es beschreibt einen Zustand im Zen-Buddhismus, insbesondere in der Sōtō-Schule, in dem die letzte Wirklichkeit jenseits des Denkens erfahrbar wird. Dabei geht es darum, das rationale und analytische Denken abzulegen und ein universelles Bewusstsein zu erlangen, das über Raum und Zeit hinausgeht. Dieser Aspekt wird im Zen-Buddhismus als zentrales Element der Sōtō-Schule geübt. Hishiryō beschreibt zusammen mit Shikantaza („nur Sitzen“) die beiden wichtigsten charakteristischen Leitsätze des Zen-Meisters Dōgen Zenji für die Praxis des Zazen. Das wichtigste Quellenwerk, welches die Praxis des Hishiryō beschreibt, ist das Shōbōgenzō.
HokekyôDie am häufigsten verwendete verkürzte japanische Bezeichnung für das Myôhô rengekyô, auch Lotus-Sutra genannt.
Hossenshiki, siehe Shuso hossenshiki.
HolzfischDer Holzfisch wird auf Japanisch: mokugyo bezeichnet. Er wird in verschiedenen Mahayana-Traditionen des Buddhismus vor allem in Japan, China, Korea und Vietnam als Begleitinstrument bei Rezitationen verwendet. Im Zen/Chan-Buddhismus wird er auch als Signal zum Beginn und zum Ende einer Meditationseinheit verwendet und im Amitabha-Buddhismus auch als Begleitung zu Amitabha-Gesängen.
HômonDer Begriff „Dharma-Tor“ ist eine Anspielung auf die buddhistischen Lehren.
HôrinJapanisch für Dharma-Rad.

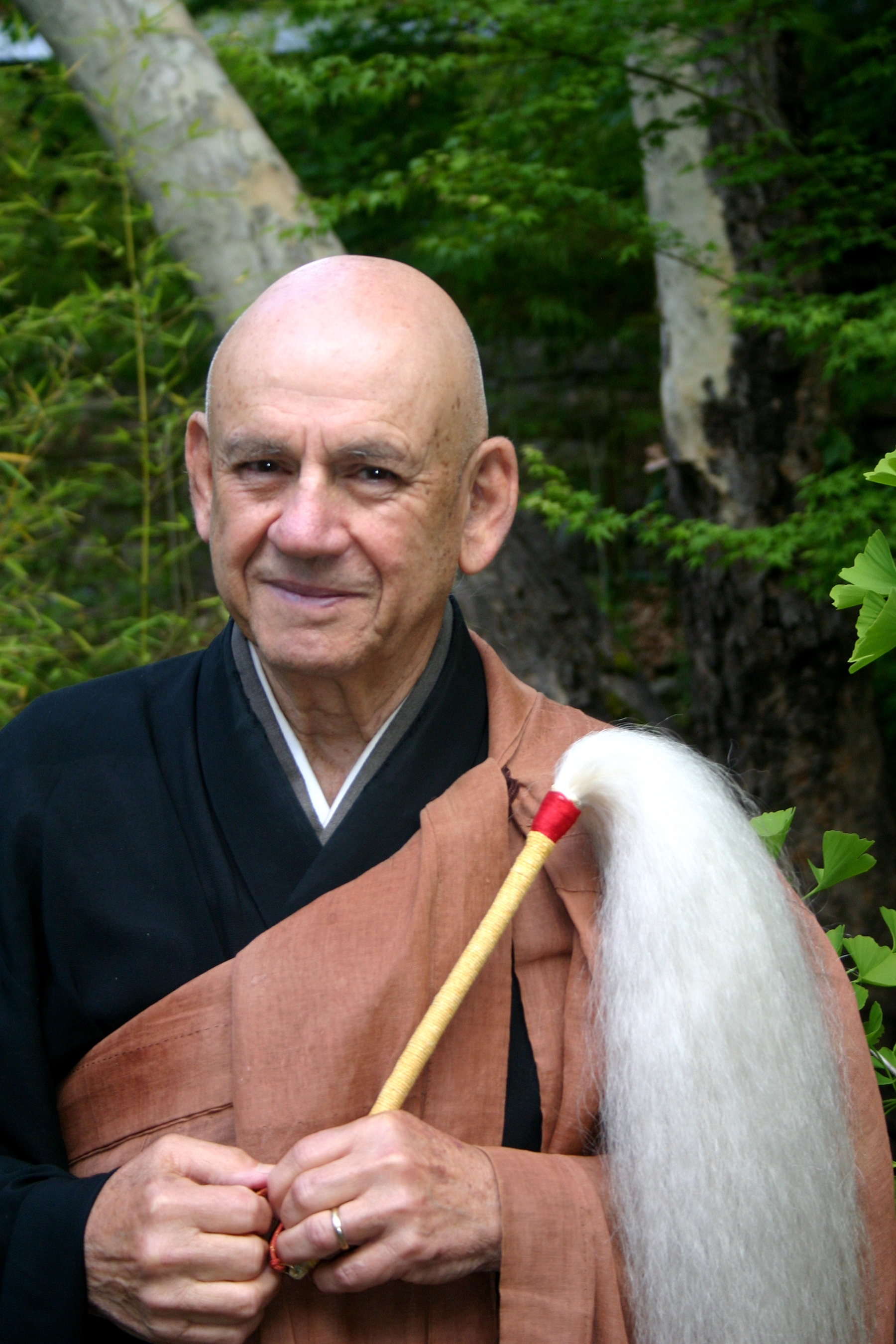
Zen-Meister mit Hossu

HossuEin Hossu ist ein kurzer Stab aus Holz oder Bambus mit gebündelten Haaren, der von einem zen-buddhistischen Priester benutzt wird.
How to Cook Your LifeHow to Cook Your Life ist ein deutscher Dokumentarfilm von Doris Dörrie über den Zen-Meister Edward Espe Brown und dessen Kochkurse.
hozenshoDas Ende eines Zazen-Kinhin-Zazen-Zyklus wird durch eine Glocke (hozensho) markiert.
Hua TouEine Form buddhistischer Meditation in den Lehren des chinesischen Chan, des koreanischen Seon und des japanischen Rinzai. Hua Tou lässt sich ungefähr mit 'Wort Haupt', 'Kopf der Rede' übersetzen oder genauer übertragen als „Punkt hinter dem das Sprechen sich selbst erschöpft“. Ein Hua Tou kann ein kurzer Satz oder ein einzelnes Wort sein, der in der Meditation als Subjekt verwendet wird, um den Geist zu fokussieren.
Huayan-Sutra, siehe Avatamsaka-Sutra.
HyôshigiHölzerne Klöppel, die im Zen verwendet werden, um bestimmte Zeiten und Ereignisse zu signalisieren, z. B. den Beginn der Mahlzeiten.

## I
Ichi Ensō„Ein Kreis“, ein alternativer Name für ensô, das Bild eines gemalten Kreises, das in der Zen-Kunst häufig zu finden ist. Siehe auch Ensō.
Ichi-go ichi-eDas japanische Konzept besagt, dass wir besondere Momente im Leben schätzen sollen, da sie einmalig sind. Der Begriff hängt eng mit der Zen-Buddhistischen Philosophie der Vergänglichkeit zusammen, vor allem aber mit der japanischen Teezeremonie (chadō). Ichi-go ichi-e bedeutet, dass wir jede Zusammenkunft wertschätzen sollen, weil wir ein Treffen mit den gleichen Menschen am gleichen Ort nie genau wiederholen können. Das Konzept gilt nicht nur für die japanische Teezeremonie, sondern auch für die japanischen Kampfkünste (Budō). Da bedeutet es dann, dass die Praktizierenden die Techniken mit einem Gefühl der Endgültigkeit und des Engagements angehen sollen. Der Begriff bedeutet, dass kein Moment im Leben wiederholt werden kann. Auch wenn die gleiche Gruppe von Menschen wieder am selben Ort zusammenkommt, wird sich eine bestimmte Zusammenkunft nie wiederholen. Deshalb ist jeder Moment immer etwas Besonderes.
InkinDas Inkin ist eine Stiel-Glocke, die in ihrer Form und Funktion einer Klangschale auf einem Stiel entspricht. Sie wird verwendet, um den Beginn und das Ende von Abschnitten des Zazen anzuzeigen oder Rezitationen einzuläuten.
Initiationsritual für buddhistische Laien(japanisch Jukai, koreanisch Sugye) bezieht sich auf die öffentliche Ordinationszeremonie, bei der ein Laienanhänger des Zen-Buddhismus bestimmte buddhistische Gebote empfängt. Die Einzelheiten der Zeremonie sind von Land zu Land und von Schule zu Schule des Buddhismus sehr unterschiedlich.
Ishin DenshinÜbertragung von Geist zu Geist oder von Herz zu Herz. Ein Ausdruck für die wahre Weitergabe des Dharma von Meister zu Schüler und von Generation zu Generation. Das Konzept des Ishin Denshin ist eine wichtige Grundlage des Zen. Die Zen-Praxis geht davon aus, dass ein Mensch, der erleuchtet ist, diese Erfahrung auf einen anderen Menschen übertragen kann. Dabei geht es nicht darum, dass der eine dem anderen etwas beibringt, sondern dass sie sich in ihren Gedanken und ihrer Wahrnehmung miteinander verbinden. Der eine Schüler erfährt die Wahrheit des Dharma intuitiv, und der Meister erkennt das an. Obwohl sie keine konkreten Lehren austauschen, teilen sie die Erfahrung des Dharma.
IsshuBei dieser Handhaltung, die während der Gehmeditation (Kinhin) eingenommen wird, wird die linke Hand zu einer Faust um den Daumen geformt, während die rechte Hand die linke bedeckt. Die Hände werden mit gestreckten Unterarmen vor dem Körper gehalten.

## J
JiDer japanische Begriff „ji“ wird im Allgemeinen verwendet, um buddhistische Tempel und Klöster zu bezeichnen. Er erscheint in der Regel als Bestandteil des Namens eines buddhistischen Tempels.
Jōdō-e, siehe Bodhi-Tag.
Jōtō ShōgakuronDas Jōtō Shōgakuron ist ein „Traktat über die Erlangung vollkommener Erleuchtung“ und enthält in drei Abschnitten, einen Bericht über die Geschichte des Zen-Buddhismus von den sieben Buddhas der Vergangenheit bis zum 50. Patriarchen Zhuoan Deguang, eine Glosse über „Der Geist selbst ist Buddha“ (sokushin zebutsu) eine zentrale Doktrin der Daruma-shū und eine Passage über weltliche Vorteile und magische Kräfte.
JukaiJukai oder Bodhisattva-Gelübde ist der japanische Name eines buddhistischen Initiations-Rituals. Das Bodhisattva-Gelübde ist Ausdruck und Bestärkung des Bodhisattva-Geistes (bodhicitta oder Bodaishin) und motiviert zur täglichen Praxis von Mitgefühl und Weisheit, zur praktischen Umsetzung im Alltag zum Wohle aller fühlenden Wesen.
JukinEin geflochtener Gürtel, der von Nonnen und Mönchen über der langen Robe (Kolomo) getragen wird.

## K

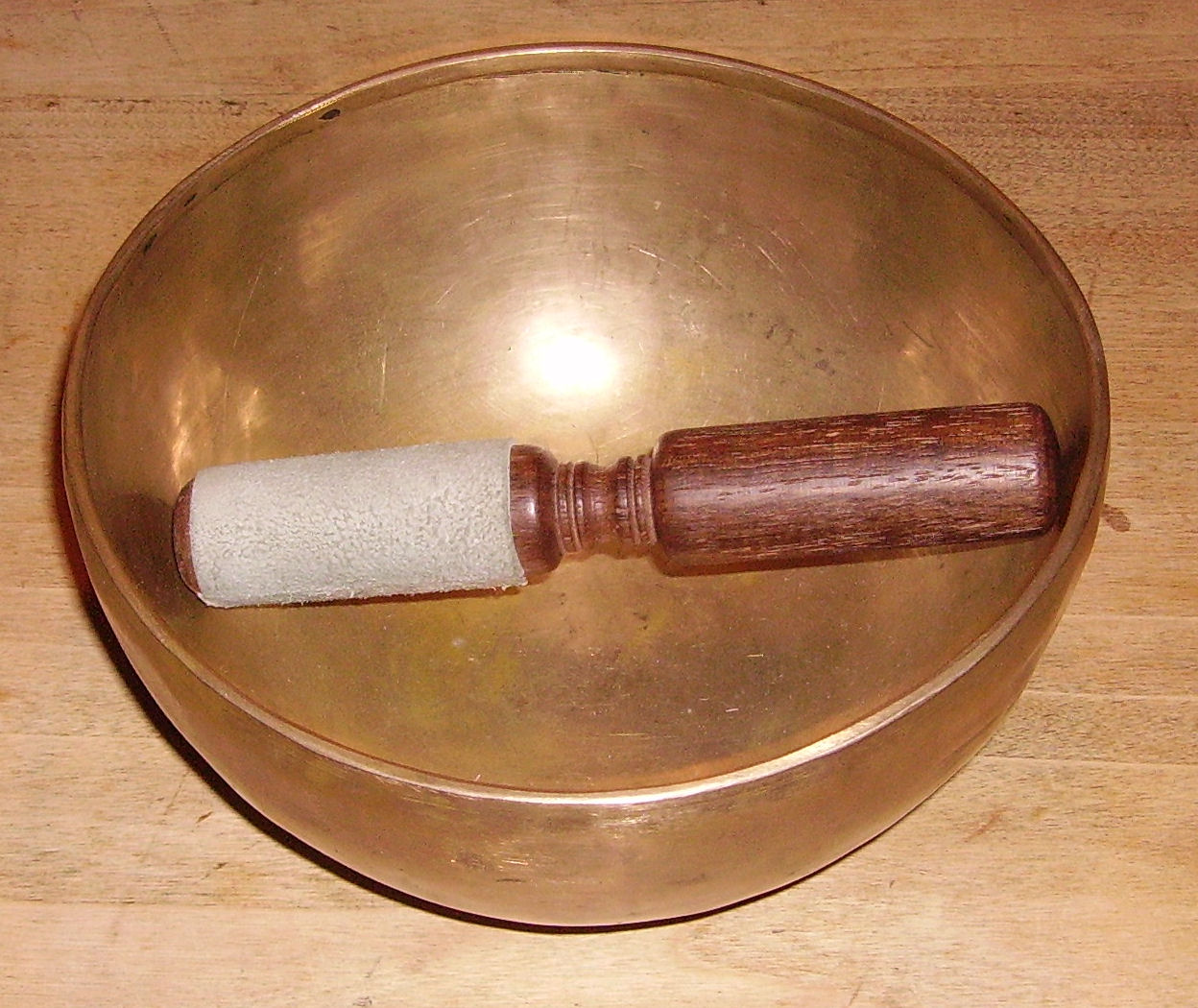
Tibetische Klangschale

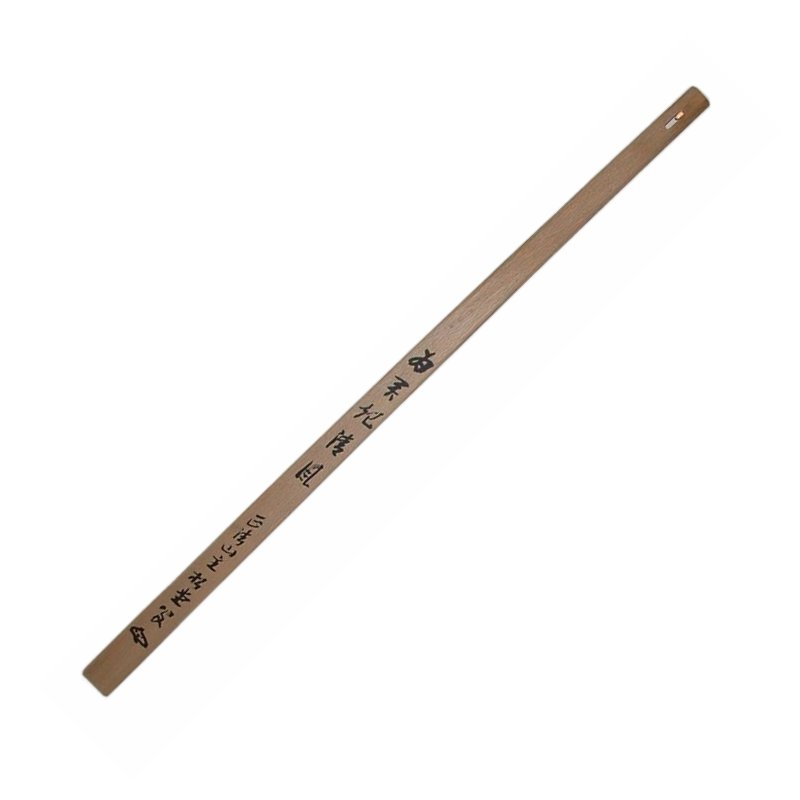
Keisaku

KaiBezeichnet die Gemeinschaftsregeln der Zen-Übenden (Sangha), zu deren Einhaltung sich die Praktizierenden freiwillig verpflichten. Die Kai sind eine Sammlung von Vorschriften, die sich aus dem achtfachen Pfad der buddhistischen Lehre ableiten. Es handelt sich nicht um Gebote, wie dieser Begriff etwa im Christentum verstanden wird. Die Kai sollen nur eine gewisse Richtung für die eigenverantwortliche Auseinandersetzung mit dem eigenen Handeln in einer konkreten Situation vorgeben. Daher wird nicht die imperative Form verwendet.

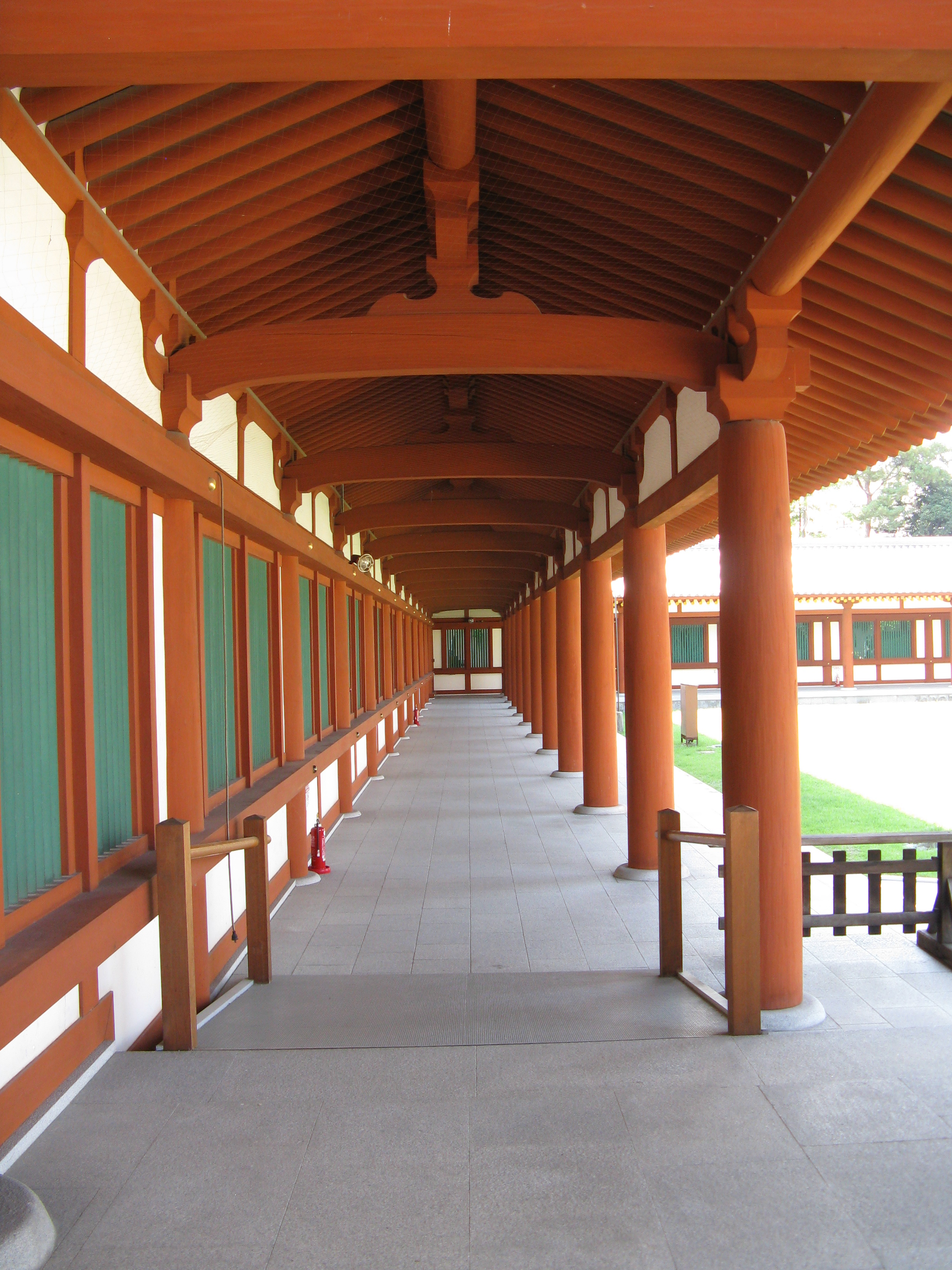
Kairō des Yakushi-ji-Tempels

KairōKairō, bu, sōrō oder horō ist die japanische Version eines Kreuzgangs, eines überdachten Korridors, der ursprünglich um den heiligsten Bereich eines buddhistischen Tempels herum gebaut wurde. Heutzutage findet man ihn auch in Shinto-Schreinen und in aristokratischen Residenzen.
KaisandôDer Begriff bezeichnet in der japanischen Kultur eine Gründerhalle, ein Klostergebäude, das dem Gründungsabt des Tempels gewidmet ist.
Keizan JōkinKeizan Jōkin (1264–1325), war ein buddhistischer Zen-Meister der zur Kamakura-Zeit in Japan wirkte. Er gilt neben Eihei Dōgen als einer der Gründer der japanischen Sōtō-shū und war Gründer des Yōkō-ji. Er war der erste japanische Zen-Mönch, der sein eigenes Leben beschrieb.
KanchōKanchō ist der japanische Titel für einen Erzabt des Hauptklosters einer Zen-Linie (Zen-shū). Er ist das nominelle Linienoberhaupt und residiert im Haupttempel. Aufgrund seines Ansehens geht sein Einfluss über die repräsentative Funktion hinaus. Diese Position und das Kanchō-System wurden 1872 von der japanischen Regierung gegründet. Der Titel wird auch für das Oberhaupt einer Kampfsportschule verwendet.
Kanna-ZenIm zwölften Jahrhundert entwickelten sich in China zwei Strömungen des Zen, die als „Kanna-Zen“ und „Mokusho-Zen“ bezeichnet werden. Kanna-Zen bezieht sich auf die Zen-Tradition der Kōan-Betrachtung während Mokusho-Zen auch als Zen der stillen Erleuchtung bezeichnet wird.
KannonKannon ist der japanische Name für Avalokiteshvara (Sanskrit) und ist ein Bodhisattva des Universellen Mitgefühls, eine Art „Emanation“ des Buddha Amithaba. In China und Japan wird er oft in einer weiblichen Form dargestellt. In den ältesten Texten wird sein Mitgefühl mit der Mutterliebe verglichen. In China ist der Bodhisattva unter dem Namen Guanyin, in Vietnam als Quan An bekannt und in Korea als Kwan Seoun Bosai.
KannongyoDas Kannonsutra ist ein Kapitel aus dem Lotos-Sutra und beinhaltet eine Anrufung an Kannon (Avalokitesvara), den Bodhisattva des Mitgefühls. Es ist eines der wichtigsten Sutras des Mahayana-Buddhismus und durchdringt die chinesische und japanische Kultur. Die Weisheit und das Mitgefühl, die in diesem Sutra beschrieben sind, können dazu beitragen, das Leiden zu verringern.
KanzeonEiner, der die Klänge der Welt beobachtet ist ein alternativer japanischer Name für den Bodhisattva Kannon (Sanskrit: Avalokiteshvara).
KanzanJapanische Wiedergabe des Namens Han-shan, der ein chinesischer Zen-Dichter der T'ang-Dynastie (618–907) war.

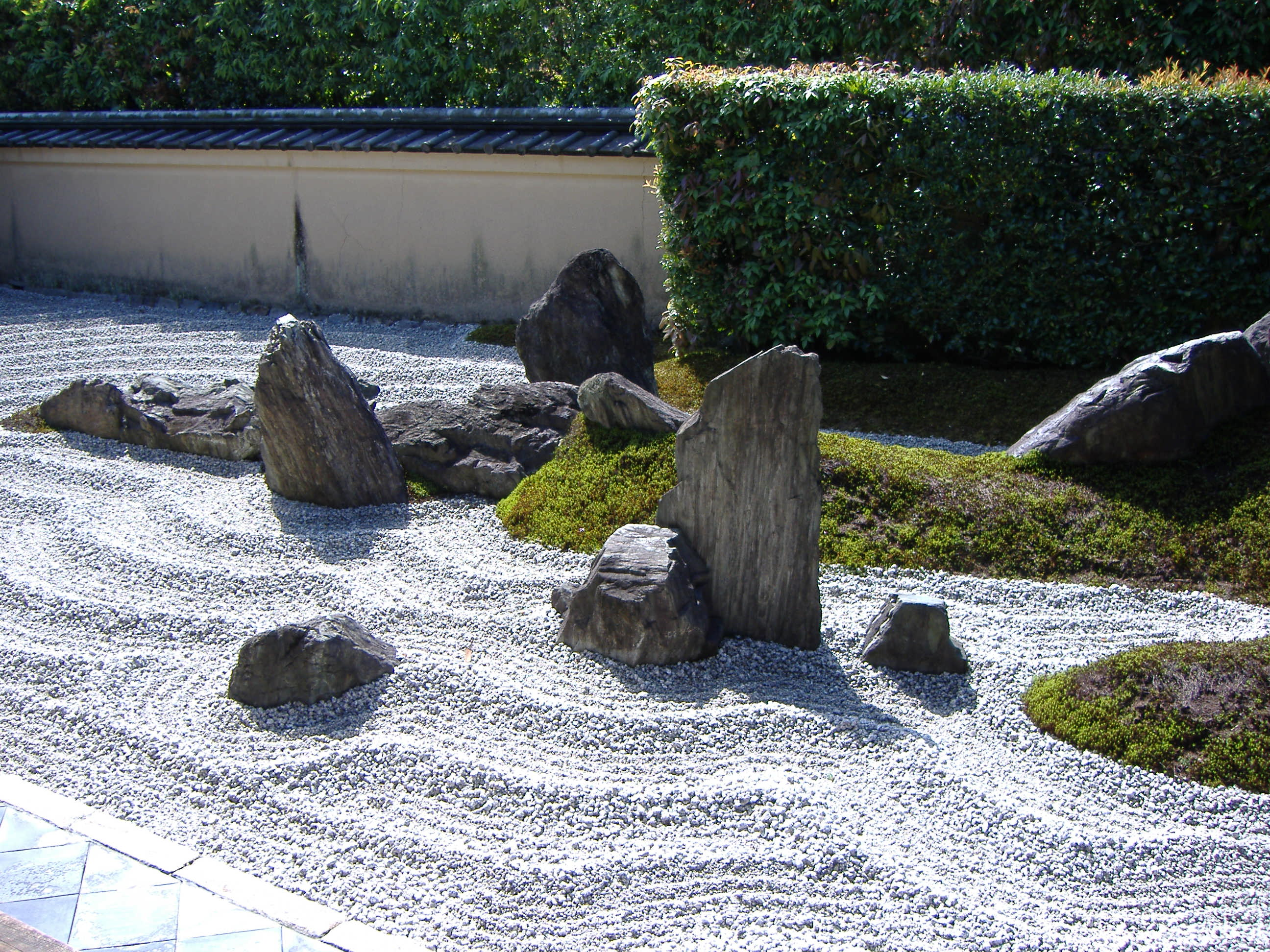
Kare-san-sui

Kare-san-suiBedeutet im Deutschen „trockene Landschaft“ bzw. „ausgetrocknete Landschaft“ und ist ein japanischer Steingarten, eine Sonderform des japanischen Gartens. Diese umgangssprachlich häufig auch Zengarten genannte Gartenform wird auch als „Trockengarten“ oder „Trockenlandschaftsgarten“ bezeichnet, da sie lediglich aus Kies, Steinen und Felsbrocken besteht. Mit Ausnahme von Moos werden keine Pflanzen verwendet. Wasser ist durch wellenförmige Strukturen in Kies- oder Sandflächen angedeutet. Sowohl das Rechen dieser Felsengärten durch Zen-Mönche als auch die Betrachtung der Kare-san-sui gilt im Zen-Buddhismus als Teil der Meditation.
KashôDie japanische Transliteration für Kashyapa, eine gebräuchliche Abkürzung für Makakashô oder Mahakashyapa. Siehe Mahakashyapa.
KatōmadoEin glockenförmiges Fenster, das ursprünglich in Zen-Tempeln in China entwickelt wurde, aber auch in anderen buddhistischen Schulen und in Gebäuden von Laien weit verbreitet ist.
Kegon-SutraDas Kegon-Sutra wird im Japanischen auch Kegon–kyū und im Deutschen „Blumengirlanden-Sutra“ genannt. Siehe Avatamsaka-Sutra.
KeisuKeisu ist eine Klangschale, meist aus Bronze, die angeschlagen oder angerieben Töne erzeugt. Im traditionellen Zen-Buddhism ist das Keisu eine Standglocke in Form einer großen Klangschale, die als Begleitung zu Rezitationen geschlagen wird. Andere Bezeichnungen sind Kin und Dobachi. Das Inkin ist eine Stiel-Glocke, die in ihrer Form und Funktion einer Klangschale auf einem Stiel entspricht. Sie wird verwendet, um den Beginn und das Ende von Abschnitten des Zazen anzuzeigen oder Rezitationen einzuläuten.
KenshōBedeutet in etwa „Selbsterkenntnis“ oder „Erkenntnis der eigenen Natur“ und ist eine spirituelle Erfahrung in der Zen-Tradition. Der Begriff bezeichnet eine erste Erleuchtungserfahrung, in der der Erwachte seine eigene wahre Natur oder Buddhanatur erkennt. Kenshō wird auch oft mit „Selbst-Wesen-Schau“ übersetzt, was bedeutet, dass man die wahre Natur seines Seins und damit alles Seiende erkennt. Die Aufgabe des Praktizierenden besteht darin, diesen Bewusstseinszustand in sein tägliches Leben zu übertragen.
Kenshō jōbutsuDie Theorie der „Schau der eigenen Natur und direkte Erlangung der Buddhaschaft“ die von Huineng im sogenannten „Plattform-Sutra des sechsten Patriarchen“ entwickelt worden war, wurde von der Daruma-shū zum Leitmotiv erhoben. Dabei konnte sie sich auch auf die Tendai-shū beziehen, die diese Doktrin, so in Saichōs Kechimyakufu (血脈譜) expliziert, ebenfalls vertrat.
Kenshō JōbutsuronDas Kenshō Jōbutsuron ist ein „Traktat über die Schau der eigenen Natur und der direkten Erlangung der Buddhaschaft“ und eine Lehrschrift der Daruma-shū.
KeisakuKeisaku oder im Sōtō-Zen Kyōsaku, ist ein Stock, mit dem im Zen Training während längerer Sitzperioden den Übenden zwei bis drei Schläge auf die Schultern (Schultermuskel) gegeben werden. Dieser Stock der Warnung, manchmal auch als Aufweckstock, oder Stock des Mitgefühls bezeichnet, dient dazu, dem Übenden zu helfen, Unkonzentriertheit, Unachtsamkeit, Schläfrigkeit und Verspannung, die bei längerem Zazen auftreten, zu überwinden.
KinhinGehmeditation zwischen den Sitzmeditation-Perioden. Kinhin ist die Meditation im Gehen oder das Gehen in Achtsamkeit und Bewusstheit, die insbesondere im Zen nach der Meditation im Sitzen (Zazen), praktiziert wird. Die Praxis des achtsamen Gehens kann bis auf den historischen Buddha zurückverfolgt werden.
kinhinshoDas Ende einer Zazen-Periode mit anschließendem Kinhin wird durch zwei Schläge (kinhinsho) angekündigt.
KikaiDas Zentrum des Atmens befindet sich etwa 3,81 cm unterhalb des Nabels. Während der Meditation richtet sich die Aufmerksamkeit auf einen Bereich unterhalb des Nabels zwischen Kikai und dem Tanden.
KôDer japanische Begriff für Kalpa. Ein Weltzeitalter oder ein Weltzyklus im Buddhismus und Hinduismus.
KongōkyõDiamant Sutra, der populäre abgekürzte japanische Titel für das Kongõ Hannya haramitsu kyõ.
KōanKōans sind im chinesischen Chan-Buddhismus und im japanischen Zen-Buddhismus eine Art kurze Anekdote oder Sentenz, die eine beispielhafte oder lehrreiche Handlung oder eine pointierte Aussage eines Zen-Meisters, sehr selten auch eines Zen-Schülers, darstellt. Der Zen-Meister verwendet ein Kōan im persönlichen Gespräch (Dokusan) mit seinem Schüler, das im Anschluss an eine Zazen-Sitzung stattfindet. An der Reaktion des Schülers erkennt der Meister den Grad seiner Erkenntnis. Der Ablauf und die Pointen dieser Anekdoten erscheinen dem Laien oft völlig paradox, unverständlich oder sinnlos.
kōun ryūsuiKōun ryūsui oder Unsui ist ein spezifischer Zen-Begriff und bedeutet auf Deutsch „Wolke und Wasser“. Die Zen-Mönche zogen während ihrer Zen-Ausbildung wie Wolken und Wasser von Ort zu Ort, ohne eine Spur zu hinterlassen. Gleichmütig und nirgends verweilend wanderten sie von Kloster zu Kloster, wo sie jeweils nur eine Nacht blieben.
KuLeiden, eine der grundlegenden Lehren des Buddhismus. Die japanische Übersetzung des Sanskrit-Begriffs „duhkha“.
KusenDas Wort ist vom japanischen Ku „Mund“ und sen „Unterweisung“ abgeleitet und ist die Unterweisung des Meisters an die Schüler während des Zazen.
KyōDie japanische Standardübersetzung für Sutra wird üblicherweise an den Titel einer Sutra angehängt und kann in manchen Fällen auch als Gyō ausgesprochen werden.
Kyōsakusiehe Keisaku.
Kyōto-SchuleDie Kyōto-Schule ist eine japanische philosophische Strömung, die in Kyōto, Japan, entstand. Sie verbindet westliche Philosophie mit buddhistischen Konzepten, insbesondere aus dem Zen-Buddhismus, und entwickelte eine eigenständige asiatisch-japanische Philosophie. Die Kyōto-Schule ist ein Zusammenschluss von Intellektuellen, der von der Universität Kyōto aus koordiniert wird. Sie hat bedeutende Beiträge zur interkulturellen Philosophie geleistet und bleibt ein wichtiger Bezugspunkt für die Verbindung östlicher und westlicher Denktraditionen. Zentrale Idee der Schule ist das Konzept des Absoluten Nichts. Auch das Absolute Nichts ist nicht als unabhängig von der Welt zu denken (schon gar nicht als Entität). In diesem Zusammenhang beruft sich die Kyōto-Schule auch auf einen Satz aus dem Herz-Sutra, in dem eine Gleichsetzung von Leerheit und Welt erfolgt: „Form ist nicht verschieden von Leerheit, Leerheit ist nicht verschieden von Form.“
KyūdōBedeutet auf Deutsch „Weg des Bogens“ und ist eine japanische Kunst des Bogenschießens. Sie zeichnet sich durch einen langsamen, meditativen Bewegungsablauf, die traditionelle, zeremonielle Bekleidung und die Handwerkskunst des Bambusbogens und der Bambuspfeile aus. Beim Abschuss des Pfeils sollte der Schütze idealerweise „Mushin“ erreichen, also den „Nicht-Geist“. Das heißt, er sollte absichtslos und ganz im „Hier und Jetzt“ sein. Diese Praxis macht den „Weg des Bogens“ zu einer Zen-Kunst.
Kwan-Um-Zen-SchuleEine Zen-Gemeinschaft, die in koreanischer Tradition steht, jedoch hauptsächlich in westlichen Gesellschaften aktiv ist. Die Schule wurde 1983 von dem aus Korea stammenden Zen-Meister Seung Sahn gegründet und unterhält heute knapp 100 Zentren auf der ganzen Welt, mit Schwerpunkt in den USA, Europa und Asien.

## L
LaienbuddhismusDer Begriff Laienbuddhismus bezeichnet buddhistische Praxis und Lehre, wenn sie nicht von Mönchen oder Nonnen ausgeübt bzw. gelehrt wird. Lebensweise, Praxis sowie die Stellung von Laien und nichtordinierten Praktizierenden in der buddhistischen Gemeinschaft (Sangha) variieren sehr, je nach Ausrichtung der einzelnen Schulen. Nach den Lehren des Zen und Chan, ist es auch Nichtordinierten (Laien) möglich, Erleuchtung zu erlangen. Dies steht in enger Verbindung mit der Vorstellung des Bodhisattva-Ideals und dem des „Erleuchtungsgeistes“ (Bodhicitta). Demzufolge wird das eigene Bedürfnis, für sich selbst Erleuchtung zu erlangen, hintangestellt, um zum Besten aller Wesen zu wirken und ihnen somit zu helfen, ebenfalls aus dem Daseinskreislauf des Leidens (Samsara) herauszutreten.
Lankavatara-SutraDer Sankrit–Begriff Laṅkāvatāra-sūtra, bedeutet zu Deutsch etwa: „Sūtra über die Ankunft (Buddhas) in Lankā“. Lankā wiederum ist ein Begriff für einen mythologischen Ort, der in etwa dem heutigen Sri Lanka entspricht. Das Sutra ist eines der wichtigsten Sutras des Mahāyāna-Buddhismus. Traditionell wird es als wörtliche Überlieferung des historischen Buddha angesehen.
LeerheitIm Zen-Buddhismus bedeutet „Leerheit“, im Japanischen Ku und im Sanskrit Shunyata, die Abwesenheit einer inhärenten, unabhängigen Existenz in allen Dingen. Alles ist voneinander abhängig und beeinflusst sich gegenseitig, d. h. nichts existiert für sich allein. Dieser Gedanke wird im Hannya shingyo mit dem Satz „Form ist Leerheit und Leerheit ist Form“ ausgedrückt, was darauf hinweist, dass scheinbare Realität und Leerheit untrennbar miteinander verbunden sind. Leerheit ist also kein nihilistisches Nichts, sondern ein Zustand des Potentials, aus dem alles entstehen kann.
Línjì-lùDie 'Aufzeichnungen des Linji', auf Japanisch: Rinzai-roku, ist ein Standardwerk der Zen-Literatur und entstand in der Zeit nach dem Tod des Meisters in mehreren Fassungen, von denen einige noch erhalten sind.

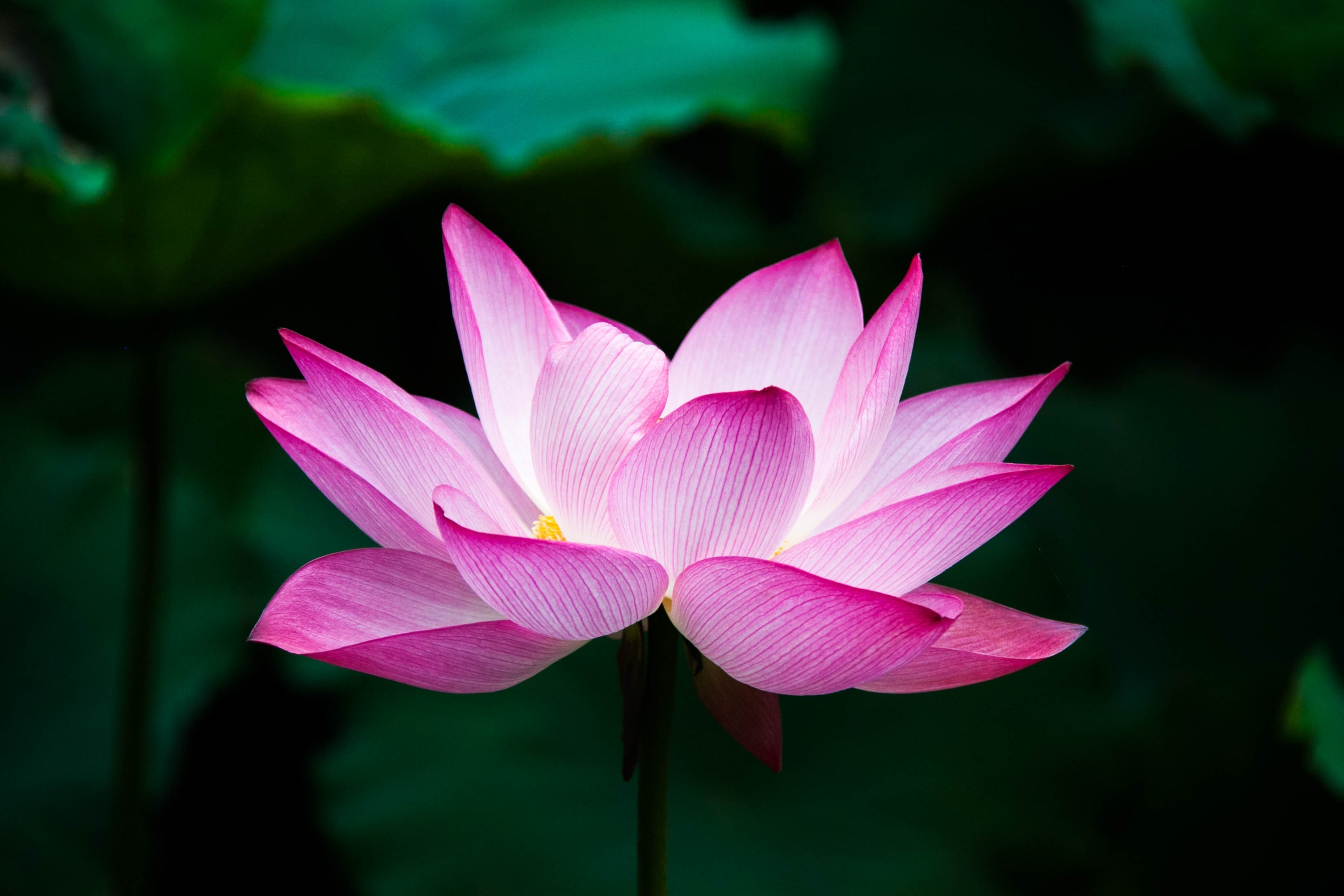
Lotosblume

LotusIm Buddhismus ein Symbol für die Wirkung der Lehre Buddhas – der Lotus wächst aus dem Schlamm hinauf bis zur Wasseroberfläche und erblüht.
LotossitzDer Lotossitz wird im Sanskrit padmāsana oder kamalāsana, und umgangssprachlich auch Lotussitz genannt, ist eine Sitzhaltung, in der in den fernöstlichen Religionen (Hinduismus und Buddhismus) seit alters her die Meditation ausgeübt wird, und eine der klassischen Sitzhaltungen des Zen und des Yoga.
Lotus-SūtraEines der einflussreichsten und meistverehrten buddhistischen Mahāyāna-Sūtras. Es ist die Hauptschrift, auf deren Grundlage die Tiantai-, Tendai-, Cheontae- und Nichiren-Schulen des Buddhismus gegründet wurden. Es ist auch für andere ostasiatische Schulen, wie z. B. Zen, von Bedeutung.

## M

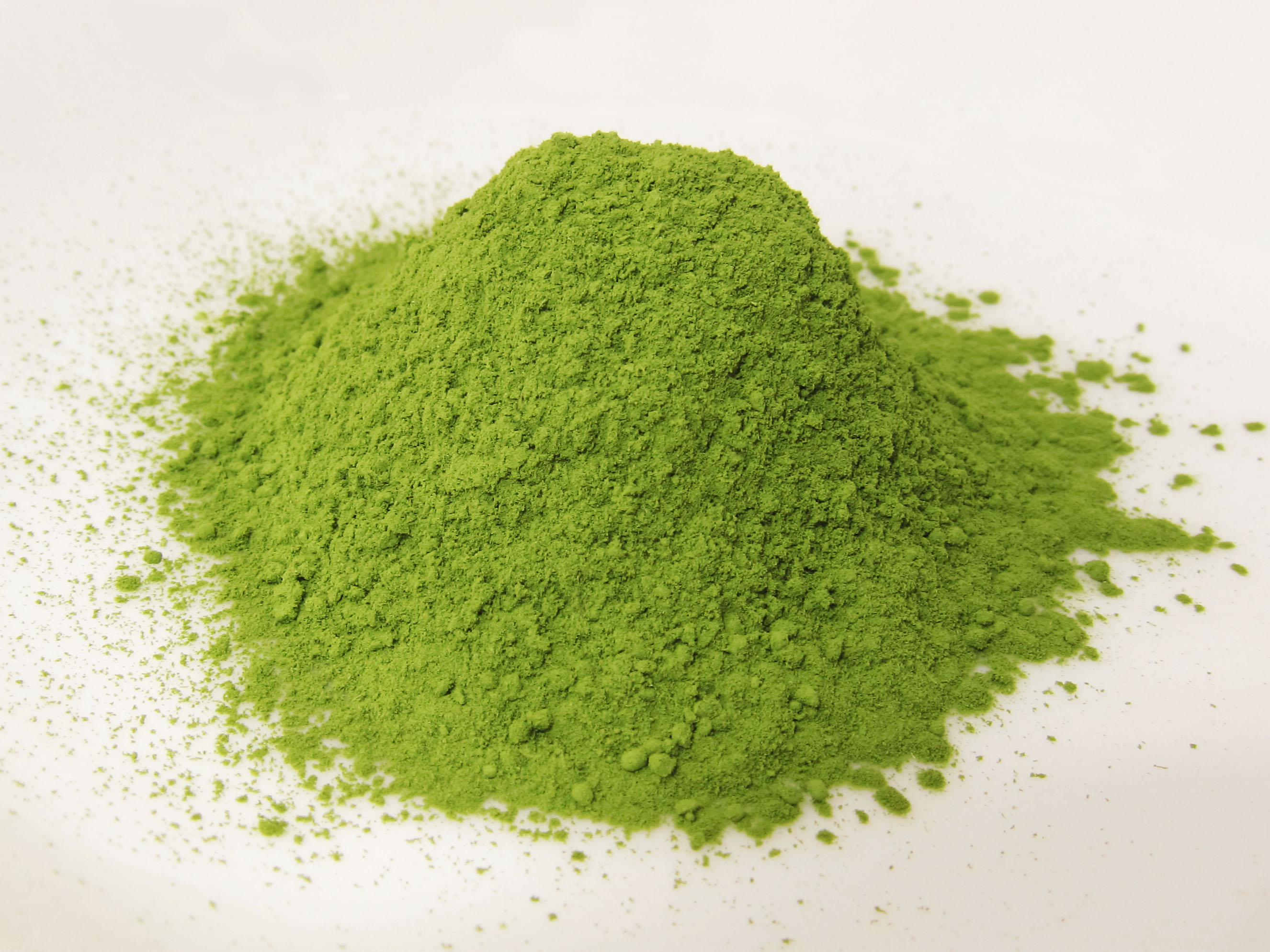
Matcha, Grüner Tee

Das Kanji 無 in Kursivschrift (eine Animation der Strichreihenfolge findet sich hier)

MadhyamikaEin Anhänger der Madhyamaka-Schule des Mahayana-Buddhismus.
MahakashyapaBedeutet wörtlich „der große Kassapa“. Mahakashyapa war einer der wichtigsten Schüler Buddhas und wird als der erste indische Zen-Patriarch bezeichnet.
Mahayana-SutrasSchriften der buddhistischen Literatur, die eine Grundlage der Schulen des Mahayana sind. Bekannte Sutras sind: Herz-Sutra, Diamant-Sutra, Lotos-Sutra und Avatamsaka-Sutra. Mahayana-Sutras werden von Theravada-Schulen nicht als authentische Lehrreden Buddhas anerkannt.
MakyōDas japanische Wort bedeutet im Deutschen „Teufelswelt“ und bezeichnet im Zen eine Halluzination oder Illusion, die meist während der Meditation auftritt. Diese können bildhaft sein oder andere Sinneseindrücke umfassen, wie beispielsweise ein verändertes Körpergefühl. Makyōs können die Meditation erheblich stören und eine Behinderung auf dem Weg zum Erwachen oder der spirituellen Praxis darstellen.
MatchaEin zu Pulver vermahlener Grüntee, der in der vom japanischen Zen und chinesischen Chan geprägten japanischen Teezeremonie (chadō) verwendet wird und wortwörtlich „gemahlener Tee“ bedeutet. Matcha wurde traditionell in buddhistischen Klöstern hergestellt und auch zum Großteil dort konsumiert. Aus dieser Tradition entwickelte sich das Teeritual.
Menju KuketsuMündliche Übertragung des Dharma von Angesicht zu Angesicht.
MeditationsbankEine Meditationsbank (auch Meditationsbänkchen oder Meditationshocker) unterstützt den Meditierenden darin, während der Meditation eine aufrechte und entspannte Sitzhaltung einzunehmen. Entscheidend für eine Meditationsbank ist die nach vorne abfallende Sitzfläche. Dadurch wird das Becken leicht nach vorne gekippt, was eine lotrechte Ausrichtung der Wirbelsäule unterstützt. Der Bauchraum bleibt entspannt und der Atem kann frei fließen. Klassisch sitzt der Meditierende im Lotussitz oder halben Lotus-Sitz, wobei er sein Gesäß mit einem Kissen (Zafu) unterstützen kann. In Kulturen, wo diese Sitzhaltung alltäglich ist, ist es eine sehr bequeme und stabile Form des Sitzens. Für viele westliche Menschen ist es jedoch unmöglich, diese Sitzhaltung längere Zeit einzunehmen, weil die Beine nicht gelenkig genug sind.
Meditationshaus Kloster DietfurtSeit 1977 wird beim Kloster Dietfurt unter der Leitung der Franziskaner das Dietfurter Meditationshaus St. Franziskus betrieben, in dem Anleitungen zur Zen-Meditation erteilt werden. Jesuiten Pater Hugo Makibi Enomiya-Lassalle (1898–1990) und dem Mitgründer Franziskaner Pater Victor Löw († 1994) ging es bei der Gründung um den Versuch einer tieferen Durchdringung von Zen und Mystik in christlichen und außerchristlichen Erfahrungen und um das Bestreben, die Einheit des Weges als „christlichen Zen“ über Meditationskurse zu vermitteln. Das Meditationshaus Kloster Dietfurt gilt als das älteste „christliche Zen-Kloster“ im deutschsprachigen Raum.
MizuyaBedeutet im Deutschen Wasserraum und ist die Bezeichnung für den Vorbereitungsraum in einem japanischen Teehaus (chashitsu) oder an einem anderen Ort, an dem die japanische Teezeremonie durchgeführt wird. Der Bereich, an dem Teezeremonien im Freien vorbereitet werden, heißt auch mizuya. Die Bezeichnung Mizuya kann sich auch auf Reinigungsbecken in Schreinen und Tempeln beziehen, genauso auf Schränke in Küchen.
Mokugyo, siehe Holzfisch.
MondōMondō ist ein japanischer Begriff, der sowohl im japanischen Zen-Buddhismus als auch im chinesischen Chan-Buddhismus verwendet wird. Er bedeutet: Frage und Antwort. Er beschreibt die Stufen des Fragens, in denen der Schüler den Meister über spirituelle Themen befragt. Der Meister antwortet, ohne auf theoretische Erklärungen zurückzugreifen.
MokusōMokusō bedeutet auf Deutsch „ruhiges Denken“. Es ist eine Art Meditation, die in japanischen Kampfkünsten wie Aikidō, Jūdō und Karate vor und nach dem Training praktiziert wird. Ziel ist es, den Alltag hinter sich zu lassen und sich mental auf das Training vorzubereiten. Je nach Budō-Disziplin nimmt man die entsprechende Meditationshaltung ein. Der Meister ordnet den Beginn der Meditation durch die Aufforderung „Mokusō“ an. Je nach herrschender Etikette ist es üblich, dabei die Augen ganz oder halb zu schließen und den Blick nach unten zu richten oder die Hände zu einer Mudra zu formen.
Mokusho-ZenIm zwölften Jahrhundert entwickelten sich in China zwei Strömungen des Zen, die als „Mokusho-Zen“ und „Kanna-Zen“ bezeichnet werden. Mokusho-Zen wird auch als Zen der stillen Erleuchtung bezeichnet, während sich Kanna-Zen auf die Zen-Tradition der Koan-Betrachtung bezieht.
MuDer japanische Begriff entspricht dem chinesischen wú und ist ein Wort, das im Deutschen ungefähr mit nicht(s) oder ohne übersetzen werden kann. Es wird typischerweise als Vorsilbe (Präfix) verwendet, um die Abwesenheit von etwas anzuzeigen. Jedoch gibt es das Wort Mu auch für sich allein genommen. Mu ist von zentraler Bedeutung für den Buddhismus, insbesondere für die Zen-Schule. Das Schriftzeichen (Kanji) symbolisiert die Leere und steht für die Erkenntnis, dass nichts dauerhaft existiert.
Muga„Kein-Selbst“ oder „Kein-Ich“ die japanische Übersetzung für den Sanskrit-Begriff Anatman.
Mumon EkaiChán-Buddhist, der in der Tradition der Rinzai-Schule ausgebildet wurde, die von Linji Yixuan gegründet wurde. Er wurde bekannt als Herausgeber und Kommentator der 48-Koan umfassenden Sammlung Die torlose Schranke (Mumonkan). Das zu den ersten (Koan)-Sammlungen gehört.
MushinBezeichnet in den japanischen Kampfkünsten einen Bewusstseinszustand und ist eine Abkürzung von mushin no shin, einem Zen-Begriff, der mit „Gewahrsein ohne Gewahrsein“ übersetzt werden kann.
Mushin wird erlebt, wenn der Geist eines Menschen während des Kampfes oder im Alltag frei von Ärger, Angst oder Ego ist. Es gibt keine diskursiven Gedanken und Urteile, so dass die Person völlig frei ist, zu agieren und auf einen Gegner zu reagieren, ohne zu zögern und ohne von Gedanken gestört zu werden. In diesem Zustand verlässt sich die Person auf ihre natürliche, erlernte Reaktion oder auf das, was sie intuitiv fühlt. Man könnte sagen, dass der Verstand mit sehr hoher Geschwindigkeit arbeitet, aber ohne Absicht, Plan oder Richtung.
Mushi-dokugoWeisheit ohne Lehrer bedeutet im Japanischen mushi-dokugo, manchmal auch „selbst-erleuchtet und selbst-zertifiziert“ oder jigo-jishō auf Japanisch genannt, ist ein Begriff, der im Zen verwendet wird, um sich auf die Erfahrung eines Zen-Praktizierenden zu beziehen, der ohne die Hilfe eines Meisters oder Lehrers Erleuchtung (bodhi) oder Kensho erreicht. Die Idee der Weisheit ohne einen Lehrer wird in verschiedenen Zen-Schulen, wie der modernen japanischen Sōtō-Schule, oft als suspekt angesehen. William Bodiford schreibt, dass sich Zen-Schüler aufgrund des hohen Risikos der Selbsttäuschung häufig auf ihren Lehrer verlassen, um ihre Erleuchtungserfahrung „zu authentifizieren und formell anzuerkennen“. Trotzdem gab es im Laufe der Geschichte Zen-Meister, die behaupteten, ohne die Hilfe eines Lehrers erwacht zu sein und keinen Lehrer zur Bestätigung ihres Erwachens benötigt zu haben. Dieses Phänomen steht oft im Zusammenhang mit der Kritik an den Zen-Institutionen, insbesondere an den Institutionen der Dharma-Übertragung und der Übertragungszertifikate.

## N
NehanDie japanische Transkription von Nirwana.
Nehandō„Nirvana-Halle“, die Krankenstation oder das Krankenzimmer eines Zen-Klosters.
Nichi nichi kore kōjitsuNichi nichi kore kōjitsu auch gelesen als Nichi-nichi kore kōnichi, ist ein im heutigen Japan populäres Sprichwort und bedeutet: „Tag um Tag ein guter Tag“ oder „Jeder Tag ist ein guter Tag“. Das englischsprachige Digitale Wörterbuch des Buddhismus gibt beide Lesarten für diese Phrase an. Aber auch die Lesart Hibi kore kōjitsu ist in Japan verbreitet.
Das Sprichwort wurde von einigen modernen Zen-Meistern, insbesondere von Kōdō Sawaki und seinem Schüler Taisen Deshimaru dargelegt und u. a. von dem Komponisten John Cage im Westen populär gemacht.
Nihon Daruma-shūSiehe Daruma-shū

## O
Der Ochse und sein HirteEin Motiv aus der chinesischen Tradition des Chan-Buddhismus. In der am weitesten verbreiteten Variante auch Zehn Ochsenbilder genannt, in anderen Varianten sind es nur fünf, sechs oder acht Bilder. Die ursprüngliche Variante bestand aus einem kurzen Vers mit illustrierenden Holzschnitten. Sie beschreiben bzw. illustrieren den spirituellen Weg eines typischen Zen-Buddhisten.
OchsenkopfschuleEine ehemalige Schule des chinesischen Chan-Buddhismus, die in der Tang-Dynastie neben der Nordschule von Shenxiu und der Südschule von Huineng in Erscheinung trat. Die Lehre der Ochsenkopfschule war stark vom Prinzip des Mittleren Weges der Sanlun-Schule (Sanlun zong), aber auch von der mächtigen Tiantai-Schule (Tiantai zong) beeinflusst.
Ōbaku-shūDie Schule ist die drittgrößte der noch existierenden japanischen Zen-Buddhismus-Schulen, sowohl in historischer Hinsicht als auch in Bezug auf die Größe ihrer Anhängerschaft. Daneben existieren die Richtungen Sōtō-shū und Rinzai-shū.
ObiDas japanische Wort „Obi“ ist ein Synonym für „Gürtel“. Der Begriff bezeichnet traditionell den breiten Gürtel, der zu einem Kimono oder Keikogi der Sportkleidung für Kampfsportarten (Budō) getragen wird. Die Farbe und Art des Obi drücken häufig auch den sozialen Status, Fortschrittsgrad im Kampfsport oder formelle Anlässe aus.
OkesaOkesa ist das Obergewand (ein großer Umhang) buddhistischer Mönche und Nonnen. Es wird im Zen-Dōjō (Zendo) getragen.
ŌryōkiŌryōki oder Hatsutara ist eine kontemplative, ritualisierte Form des gemeinsamen Essens. Ōryōki bedeutet wörtlich „Gefäß für das richtige Maß“und kann mit „dem Anlass angemessen“ übersetzt werden. Außer im klösterlichen Rahmen wird diese Form der Meditation auch bei Sesshins oder Retreats praktiziert. Das Ritual fördert die Achtsamkeit, Dankbarkeit und Großzügigkeit beim Essen.
Die Ōryōki Zeremonie ist eine traditionelle und hoch ritualisierte Form der gemeinsamen Mahlzeit im Zen-Buddhismus. Der Begriff bezeichnet ein Set von Schalen, die in einem bestimmten Ritual verwendet werden, um Achtsamkeit, Dankbarkeit und Großzügigkeit beim Essen zu kultivieren. Bei der Zeremonie wird jede Handlung in vollständiger Konzentration und Stille praktiziert. Die Mahlzeit beginnt meist mit einer Verbeugung (Gasho) und dem Rezitieren eines Essenssutras, das die Dankbarkeit für die Nahrung ausdrückt. Die Praktizierenden sitzen in einer Reihe, die Schalen werden in einer bestimmten Reihenfolge geöffnet, und das Servieren folgt klaren Gesten und Regeln. Während des Essens wird nicht gesprochen, die Aufmerksamkeit liegt ganz auf dem gegenwärtigen Moment und den Bewegungen. Das Ritual endet mit dem Reinigen der Schalen und ein abschließendes Gasho. Durch diese Praxis wird das Alltägliche – das Essen – zu einer spirituellen Handlung, die den Geist schult und die Verbindung zwischen profan und heilig aufhebt. Besonders in Zen-Retreats (Sesshin) ist Oryoki ein fester Bestandteil und unterstützt die meditative Praxis durch Achtsamkeit im Alltag.
OshōJapanischer Titel des Zen-Buddhismus, der mehrere Bedeutungen haben kann. Unter anderem verweist der Titel auf einen hochrangigen oder sehr tugendhaften Mönch, einen religiösen Lehrer oder auf einen Priester, der einen Tempel leitet und auch der Würdename von Bodhidharma.

## P
PaiPai ist eine rituelle Verbeugung oder Niederwerfung zum Zeichen der Ehrerbietung bei allen Handlungen, wobei man sich ganz auf den Boden (gotai tôchi) niederwirft. Praktizierende machen normalerweise drei Pai (Sanpai) vor und nach dem Rezitieren der Sutren bei den Morgen (Chōka)- und Nachmittagszeremonien und bei anderen Gelegenheiten. Das japanische Wort pai bedeutet im Deutschen „Niederwerfung“. Die rituellen Niederwerfungen, bringen die tiefe Achtung und Dankbarkeit körperlich zum Ausdruck.
PāramitāIm Buddhismus sind die Pāramitās die sogenannten transzendenten Tugenden, die ans andere (para) Ufer (mita) der Weisheit, also zum Erwachen (Satori), führen. In der Mahayana-Tradition wird von sechs Pāramitās und manchmal vor allem im Theravada auch von zehn Pāramītas, gesprochen.
PrajñāMeist mit „Weisheit“ übersetzt. Gemeint ist eine umfassende Weisheit, die alle Dinge und Erscheinungen des gesamten Universums durchdringt. Prajñā existiert demnach bereits, bevor das menschliche Bewusstsein alle Daseinsformen wahrnimmt und in Begriffe zu fassen versucht. Prajñā wird nach buddhistischer Lehre intuitiv und unmittelbar erfahren, wenn sich Körper und Geist im Zustand des Gleichgewichts befinden und die Vorstellung der Trennung von Subjekt und Objekt im Samadhi überwunden ist. Um diesen Zustand zu erreichen, werden im Zen-Buddhismus Sitzmeditation (Zazen) und Gehmeditation (Kinhin) praktiziert.
Prajnaparamita(aus prajna: „Weisheit“ und paramita: wörtl. „anderes Ufer“ im Sinn von „Transzendenz/Vollkommenheit“, also: „transzendente/vollkommene Weisheit“) bezeichnet im Mahayana-Buddhismus die Höchste der sechs Paramitas (transzendenten Tugenden), die den Pfad eines Bodhisattvas zum Nirwana charakterisieren.

## R
RaihaiEin wichtiges Element der rituellen Zen-Praxis ist die Durchführung ritueller Niederwerfungen (jpn.: raihai) oder Verbeugungen, die gewöhnlich vor einem Altar (Butsudan) durchgeführt werden.
RagoraJapanische Transliteration für Rahula, den Sohn des Buddha.
RakuRaku ist eine der Zen-Künste. Töpfern ist ein gestalterisches Arbeiten, in dem die vier Elemente Erde, Luft, Wasser und Feuer zusammenwirken. Durch die bewusste und konzentrierte Anwendung der Hände wird der Ton in einer ruhigen Umgebung zu einer konkreten Form, ohne dabei eine bestimmte Absicht zu verfolgen. Im Zen steht die Einfachheit und Achtsamkeit im Vordergrund, ebenso die Begegnung mit der Realität: Glasur, Holz, Brand und Rauch. Die Arbeit am Ton wird durch Phasen des Sitzens in Stille (Zazen) ergänzt.
RakusuTraditionelles japanisches Gewand, das von Buddhisten der Zen-Schulen, die die Gebote erhalten haben, um den Hals getragen wird. Das Rakusu besteht aus 16 oder mehr Stoffstreifen, die normalerweise von einem Schüler während der Vorbereitungszeit auf seine Zeremonie zum Empfang der Gebote (Jukai) oder zur Laienordination zusammengenäht werden.
RezitationenEine wichtige Zen-Praxis. So werden z. B. buddhistische Sutras mehrmals täglich gemeinsam, rhythmisch, mit kräftiger Stimme und tiefer Konzentration rezitiert. Im japanischen Zen handelt es sich fast immer um altchinesische Texte mit japanischer Aussprache (sino-japanisch). Die japanischen Silben verweisen nicht nur den europäischen Praktizierenden auf sein eigenes Denken und Bewusstsein und lassen keine Ablenkung in das diskursive Denken des scheinbaren Verstehens von Worten zu. Die Rezitation wird häufig von Instrumenten wie der Mokugyo (einer Holztrommel mit Schlitz), Klangschalen und Taikos begleitet.
RinEine kleine Handglocke, die in Zen-Klöstern während einiger Sutra-Rezitationen verwendet wird. Wird auch rei ausgesprochen.
Rinzai-rokuDie Aufzeichnungen des Linji im Deutschen und Linji lu im Chinesischen, ist ein Standardwerk der Zen-Literatur und entstand in der Zeit nach dem Tod des Meisters in mehreren Fassungen sind. Neben Dharma-Vorträgen vom 'Hohen Sitz' beinhaltet das Werk Unterweisungen bei anderen Gelegenheiten, Dialoge und die sogenannten 'Aufzeichnungen der Wanderschaft', in denen Episoden von Linji und seinem Lehrer Huangbo geschildert werden.
Rinzai-shūEine von Myōan Eisai im Jahre 1191 in Japan eingeführte Lehrtradition des Zen-Buddhismus die auf eine der großen Schulen des chinesischen Chan, die Linji zong und deren Gründer Linji Yixuan (9. Jhd.) zurückgeht. Die Rinzai-shū ist nach der Sōtō-shū heute die zweitgrößte der drei Zen-Schulen in Japan.
RokumonSechs Tore, auch bekannt als Rokkonmon, ein japanischer buddhistischer Ausdruck für die sechs Sinnesorgane: Augen, Ohren, Nase, Zunge, Körper und Geist.
RonenJahr des Esels auf Japanisch. Etwas, das es nie geben wird, da es im traditionellen Kalender Ostasiens kein Jahr des Esels gibt.
RōshiTitel für besonders erfahrene, autorisierte Lehrer im Zen-Buddhismus. Rōshi bedeutet übersetzt so viel wie alter Lehrer oder alter Meister und bezeichnet eine Person, die eine Zen-Gemeinschaft (Sangha) spirituell unterweist. Im Rinzai-Zen wird der Begriff streng verwendet und gilt nur für Personen, die die Dharma-Übertragung (Inka Shōmei) erhalten haben. Im Sōtō-Zen und im christlichen Zen (z. B. Sanbo-Kyodan) wird der Begriff lockerer verwendet, was insbesondere in den Vereinigten Staaten und Europa der Fall ist.
RôhatsuRôhatsu heißt auf Japanisch der achte Tag des zwölften Mondmonats. Dieser Tag wird Bodhi-Tag oder Erleuchtungstag genannt. Ein Rôhatsu-Sesshin dauert vom ersten Tag des zwölften Mondmonats bis zum achten Tag. Das Rôhatsu-Sesshin erinnert an das Erwachen von Buddha. Die Buddhisten glauben, dass dies am Rôhatsu stattfand. Die Mönche und Nonnen wollen so entschlossen sein wie Buddha, der sich mit dem Ziel des Erwachens zur Meditation niederließ und dieses Ziel erreichte. In der letzten Nacht des Sesshins bleiben die Teilnehmer die ganze Nacht auf. Sie tun dies, um Buddha nachzuahmen, der die ganze Nacht über meditierte und mit der Morgendämmerung erwachte.
RokumonDer Begriff „Rokumon“ bedeutet „Sechs Pforten“und bezeichnet die sechs Sinnesorgane: Augen, Ohren, Nase, Zunge, Körper und Geist.

## S

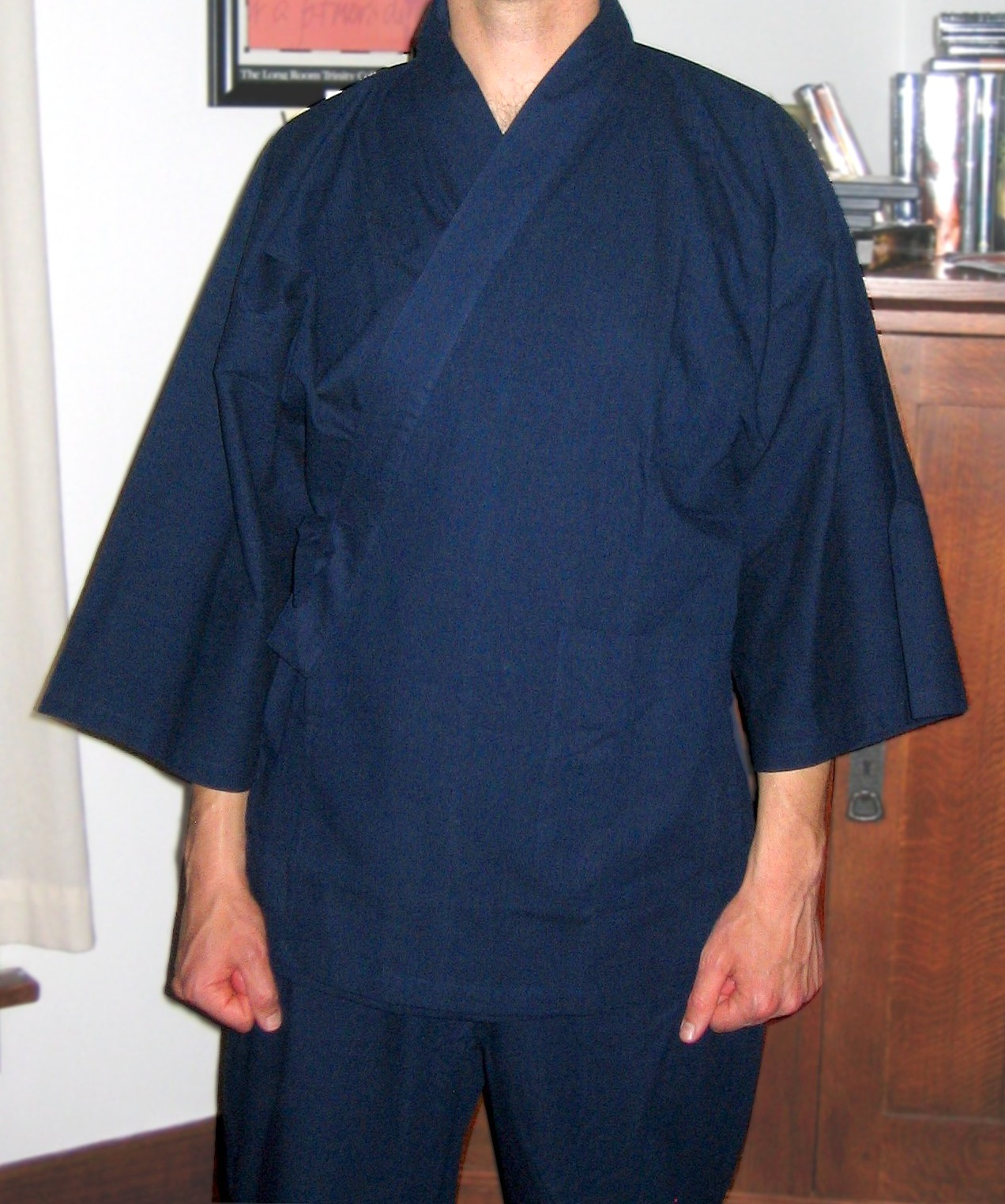
Samue

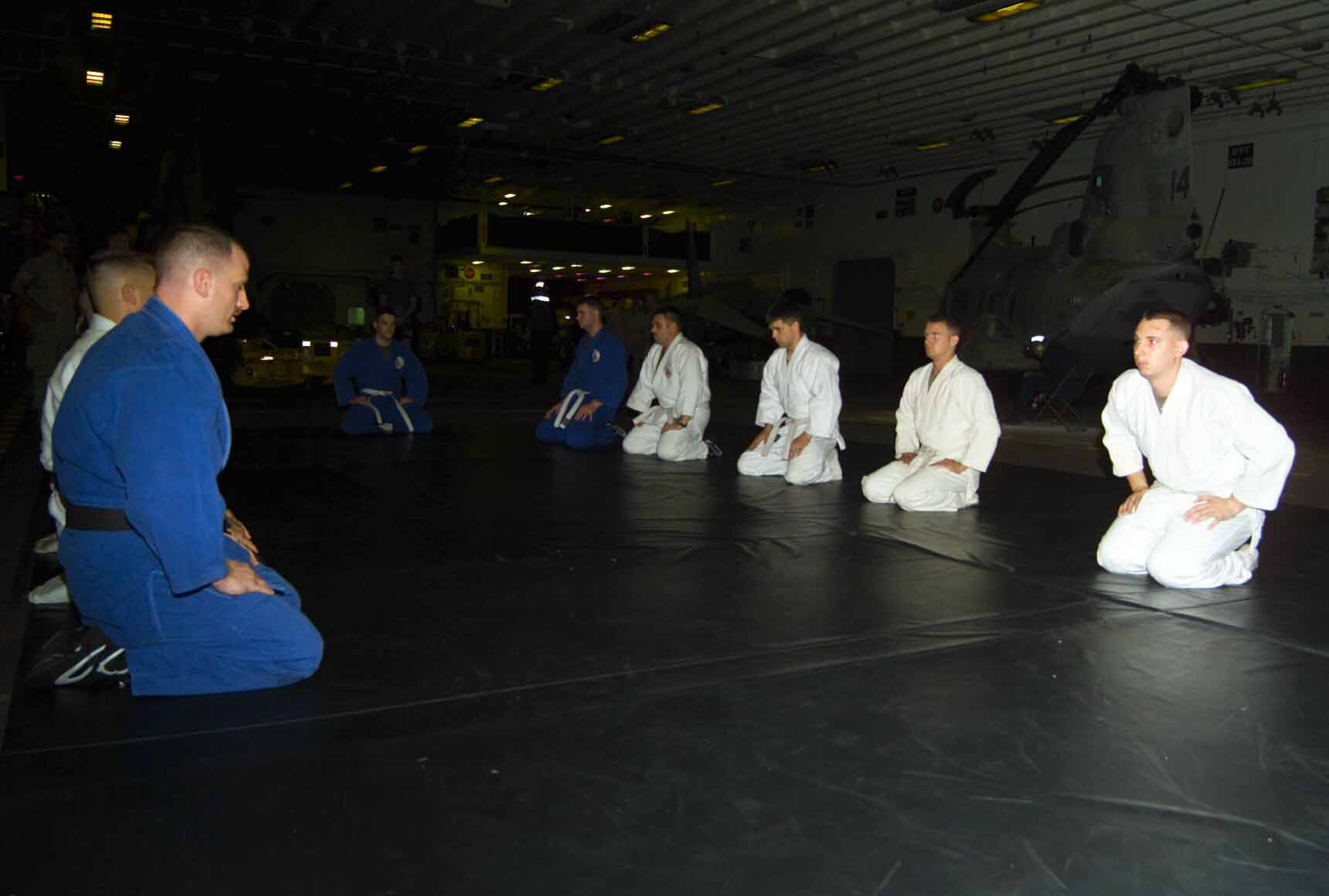
Ein Judoka (rechts) verbeugt sich im Sitzen im Seiza-Stil

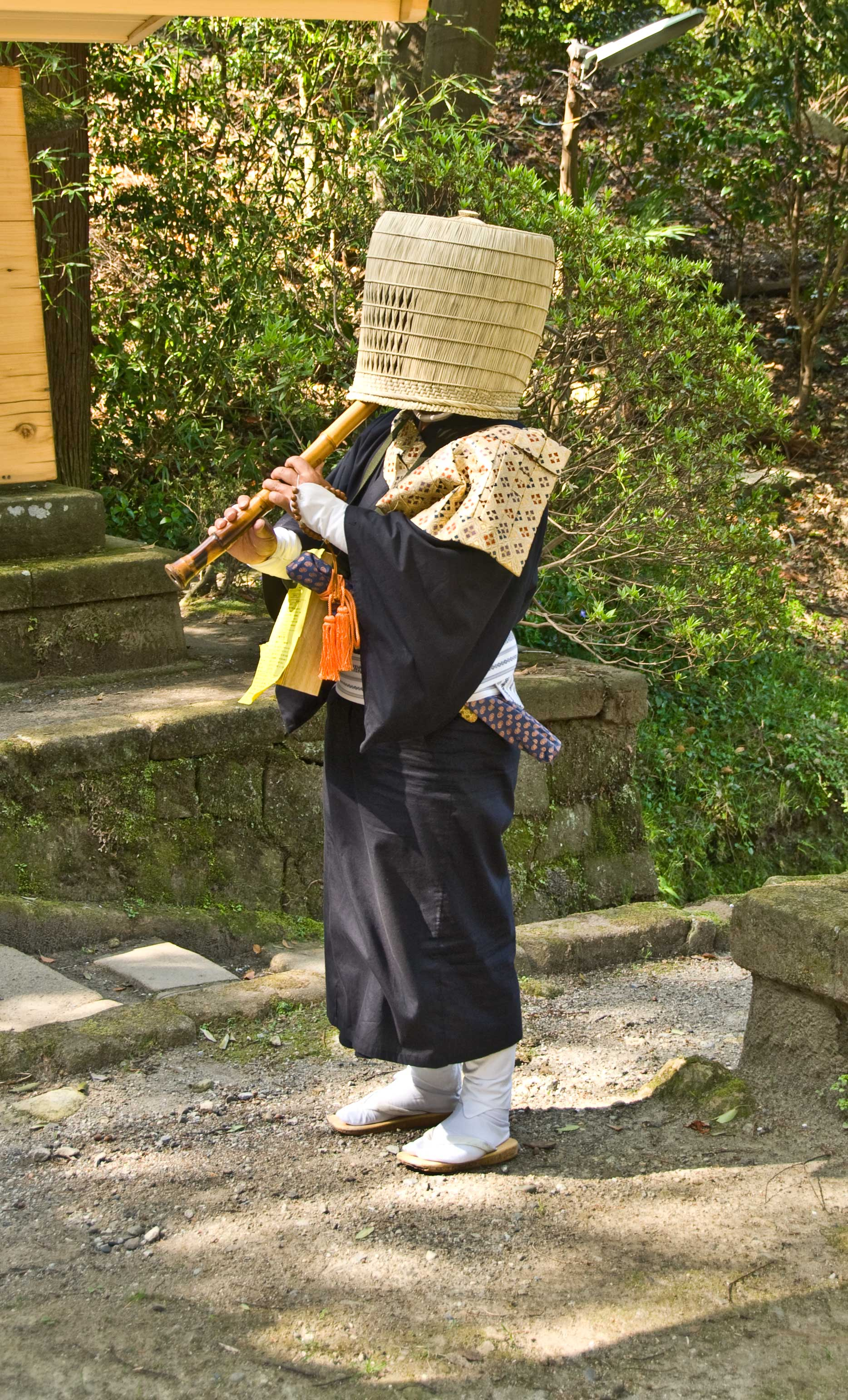
Komuso buddhistischer Mönch Bettler

SabiEinsamkeit, die in der traditionellen japanischen Kultur als ästhetische Qualität geschätzt wird. Vom Zen inspirierte Kunstformen wie Töpferei, Poesie und Theater verkörpern die Stile Sabi und Wabi (Strenge, Einfachheit).
SamadhiSamadhi bedeutet im Deutschen „Versenkung, Sammlung“ oder wörtlich „fixieren, festmachen, Aufmerksamkeit auf etwas richten“ und ist ein Begriff des Hinduismus, Buddhismus, Zen, Jainismus, Sikhismus und anderer indischer Lehren. Samadhi bezeichnet einen Bewusstseinszustand, der über Wachen, Träumen und Tiefschlaf hinausgehen und in dem das diskursive Denken aufhören soll. Es wird als ein völliges Aufgehen in dem Objekt beschrieben, über das meditiert wurde.
SamuIm Zen-Buddhismus die Bezeichnung für das meditative Arbeiten das ebenso zum vollkommenen Gewahrsein führen kann wie die Übung des Zazen. Traditionell ist Samu die Mitwirkung an der körperlichen Arbeit, die zur Aufrechterhaltung des Zen-Klosters notwendig ist. Der Überlieferung nach wurde dies von Baizhang Huaihai betont, dem die Aufstellung eines frühen Regelwerks für die klösterliche Disziplin des Chan (chinesisches Zen) zugeschrieben wird. Da die Zen-Mönche Landwirtschaft betrieben, half ihnen dies, die Große chinesische Anti-Buddhistische Verfolgung besser zu überstehen als andere Klöster, die mehr auf Spenden angewiesen waren. Aus diesem Text stammt der bekannte Spruch „Ein Tag ohne Arbeit ist ein Tag ohne Essen“.
SamueDer Samue ist die Arbeitskleidung der japanischen buddhistischen Mönche und Nonnen, die bei der Samu-Praxis getragen wird.
SanbōIm Japanischen werden die Drei Kostbarkeiten als Sanbō bezeichnet. Was so viel wie drei Schätze bedeutet. Ein gleichlautender, anders geschriebener Begriff ist „sanbō“, was mit „drei Entlohungen“ übersetzt werden kann. Er bezieht sich auf die karmische Vergeltung oder Belohnung für gute oder schlechte Taten:
• im jetzigen Leben heißt es dann genbō,
• die nächste Wiedergeburt wird als shōhō bezeichnet,
• In den darauf folgenden Leben bedeutet es gohō.
Sanbō ist auch der Name einer Zen-Schule, die die wichtigsten Elemente der traditionellen Zen-Richtungen Sôtô und Rinzai vereint.
Sanbō KyōdanSanbō Kyōdan ist eine laizistische Zen-Schule, die wörtlich auf Japanisch „Drei Schätze Religiöse Organisation“ heißt. Diese vereint Elemente der Soto- (Caodong) und der Rinzai-Tradition (Linji). Sanbō Kyōdan wurde 1954 von Hakuun Yasutani gegründet, nachdem er seine Mitgliedschaft in der Sōtō-Schule aufgegeben hatte und sich öffentlich dazu bekannte, direkt mit Dōgen Zenji verbunden zu sein.
1970 übertrug Hakuun Yasutani dem Zen-Meister Yamada Kōun die Leitung der Zenvereinigung Sanbô Kyôdan. 2014 wurde die Schule in Sanbo-Zen International umbenannt. Der Begriff Sanbō Kyōdan wurde oft verwendet, um auf die Harada-Yasutani-Zen-Linie zu verweisen. Eine Reihe von Yasutani-Schülern hat ihre eigenen Lehrlinien gegründet, die unabhängig von Sanbo Kyodan sind. Streng genommen, bezieht sich Sanbo Kyodan nur auf die Organisation, die jetzt als Sanbo-Zen International bekannt ist.
SandokuJapanisch für die drei Gifte: Gier, Zorn und Unwissenheit.
SanghaSangha bedeutet in der buddhistischen Terminologie „Versammlung“, „Menge“ oder auch „Gemeinschaft“. Das Wort „Sangha“ ist in Pāli maskulin, allerdings ist im Deutschen auch die weibliche Form, „die Sangha“ (angelehnt an „Gemeinschaft“, „Gemeinde“), verbreitet. In der buddhistischen Tradition wird der Begriff unterschiedlich verwendet. Unabhängig von der genauen Definition gehört die Sangha in allen Traditionen zu den drei Juwelen (Vorbildern) des Buddhismus, durch deren Zufluchtnahme man den Buddhismus annimmt.
SanpaiDrei Verbeugungen oder Niederwerfungen zum Zeichen der Ehrerbietung bei allen Handlungen, wobei man sich ganz auf den Boden (gotai tôchi) niederwirft. Die dreimalige Verbeugung steht für die drei Arten von Handlungen, die der Körper, die Sprache und der Geist ausführen. Mönche und Nonnen machen das normalerweise vor und nach dem Rezitieren der Sutren bei den Morgen- und Nachmittagszeremonien und bei anderen Gelegenheiten. Im Wort Sanpai bedeutet, san „sich beteiligen“ (gleichgeschrieben mit der literarische Schreibung der Zahl Drei 参 san) und pai „Niederwerfung“. Die Niederwerfungen, bringen die tiefe Achtung und Dankbarkeit körperlich zum Ausdruck.
SanzenDas Aufsuchen eines Zen-Meisters zur Unterweisung. In der Rinzai-Schule wird der Begriff oft gleichbedeutend mit dem Wort Dokusan, für die privaten Gespräche der Schüler mit dem Zen-Meister. Wörtlich bedeutet Sanzen „Meditation praktizieren“. Bei der Begegnung mit dem Meister unter vier Augen kann es sich um Zazen oder die Kontemplation eines Kôan unter der Anleitung eines Zen-Meisters beinhalten.
 Siehe auch Dokusan
SareiSarei bedeutet wörtlich übersetzt „Tee-Etikette“ und bezeichnet eine japanische Teezeremonie im Zen-Buddhismus, bei der die gemeinsam Praktizierenden im Dōjō grünen Tee zu Beginn eines Meditationstags oder zwischen zwei Meditationsabschnitten einnehmen. Sarei ist eine Achtsamkeitsübung als Teil der Zen-Übung in der Rinzai-Schule und geht auf den Zen-Meister Eisai zurück, der auch den Tee aus China nach Japan brachte.
SatoriDie Erkenntnis der universellen Natur des Daseins, auch Urgrund oder Buddha-Natur genannt. Es ist das Hauptmotiv des Zen-Buddhismus und kann nur durch persönliche Erfahrung verstanden werden. Auch wenn Satori nach der heute vorherrschenden Lehrmeinung blitzartig und unerwartet eintritt, geht dem Satori-Ereignis in der Regel eine jahrelange Vorbereitungspraxis, meist durch Zazen, voraus. Nach einigen Lehrmeinungen wird Satori auch mit Zazen gleichgesetzt.
SchneidersitzIm Zen wird er bei körperlichen Problemen als Alternative zum Lotussitz genutzt. Im Yoga wird der Schneidersitz (Sanskrit: sukhasana) als Meditationshaltung für Anfänger eingesetzt. Zu den ähnlichen Sitzhaltungen zählen der „burmesische Sitz“, der „halbe Lotussitz“ sowie der „ganze Lotossitz“ für Fortgeschrittenere.
SeizaBedeutet im Deutschen „richtig sitzen“ oder Fersensitz, wird jenen Zazen-Übenden als Sitzhaltung empfohlen, denen es nicht möglich ist, die so genannte „Lotos-Haltung“ (Lotussitz) einzunehmen. Im Seiza sitzt man kniend auf den Fersen, den Spann auf dem Boden, rechte über linke große Zehe, den Rücken gerade aufgerichtet. Die Seiza-Sitzhaltung kann für Ungeübte nach einer Weile schmerzhaft werden und wird im „Fernen Osten“ als die geeignetste Sitzhaltung für die Meditation angesehen.
Sechs PfortenDer Begriff „Rokumon“ entstammt der japanischen Sprache und bedeutet „Sechs Pforten“ oder „Sechs Tore“. Er bezeichnet die sechs Sinnesorgane: Augen, Ohren, Nase, Zunge, Körper und Geist.
Yanagida SeizanWar einer der bedeutendsten japanischen Buddhologen des zwanzigsten Jahrhunderts. Er war führend bei der Erforschung des chinesischen Zen (Chan). Im Jahr 1955 legte er seine Roben als Mönch der Rinzai-Schule als Protest gegen die Haltung der Rinzai-Schule während und nach dem Zweiten Weltkrieg ab.
SenseiBedeutet wörtlich „früher geboren“ und ist ein japanisches Wort für „Lehrer“, das als Anrede auch für einige andere Autoritäten und Respektspersonen verwendet wird. Dieser Ausdruck wird im Sōtō-Zen auch für einen Meister gebraucht. In der Sanbo Kyodan-Schule wird der Begriff für ordinierte Lehrer unterhalb des Rangs Rōshi verwendet.
In der Kwan-Um-Schule ist der koreanische Titel ji do poep sa nim laut Zen-Meister Seung Sahn dem japanischen Titel Sensei sehr ähnlich.
SeonDer koreanische Zen heißt Seon und wurde in der späten Silla-Periode (7. bis 9. Jahrhundert) nach Korea übertragen, als koreanische Mönche begannen, nach China zu reisen, um die sich neu entwickelnde Chan-Tradition von Mazu Daoyi zu lernen. Sie gründeten die ersten Seon-Schulen Koreas.
SesshinBedeutet wörtlich „Versammlung oder Konzentration des Geistes“ und ist eine intensive Zeit konzentrierter Zen-Meditation. Es findet in einem Zen-Kloster oder an einem anderen Ort des Rückzugs statt, wobei bedeutend intensiver Zazen praktiziert wird als in der täglichen Zen-Praxis. Das Programm eines Sesshins ist gekennzeichnet durch häufige und ggf. längere Meditationsperioden. Je nach Schule werden die Mahlzeiten ebenfalls in der Zazen-Haltung während eines Sesshin eingenommen. Längere Sitz-Perioden werden durch Kinhin (Gehmeditation) unterbrochen. Das praktizierte Schweigen dient der Konzentration und Nicht-Ablenkung.
SetsuSetsu ist ein Reinigungsutensil für Schalen, welches während des Essens verwendet wird. Es besteht aus einem Holzstiel und einem Stück weißen Stoffes.
ShakuhachiDie Shakuhachi ist eine japanische Bambuslängsflöte, die sich zu einem Meditationsinstrument zenbuddhistischer Mönche der Shuke-Schule (Fuke-shū), entwickelte. Die Flöte erfuhr, durch die wandernden Bettelmönchen der Fuke-shū, eine starke Veränderung in ihrem Gebrauch. So galt die shakuhachi nicht mehr als Musikinstrument (gakki), sondern wurde zu einem religiösen Werkzeug (hōki) und bildete den Mittelpunkt von Meditationsübungen. Der Gebrauch der Flöte war streng begrenzt: Man durfte sie weder in Konzerten spielen, noch war es einem Außenstehenden gestattet, ihr Spiel zu hören. Allein ihr Gebrauch als „geistliches Werkzeug“ war zugelassen, denn nur durch das Spiel der shakuhachi war es den Mitgliedern dieser Zen-Schule möglich, zur Erleuchtung zu gelangen. Die von den Fuke-Mönchen (komusō) komponierten Stücke werden unter dem Begriff honkyoku zusammengefasst und bilden bis heute die am meisten verehrte shakuhachi-Musiktradition.
ShaolinShaolin ist der Name eines buddhistischen Mönchsordens in China sowie seiner Mitglieder und des Ursprungskloster des Ordens, das in der Provinz Henan im Herzen Chinas liegt. Es ist berühmt für seinen Kampfkunststil Shàolínquán oder in Deutsch „Faust der Shaolin“, besser bekannt als „Shaolin Kung Fu“. Das Kloster gilt auch als die Geburtsstätte des historischen chinesischen Chan-Buddhismus, des Vorläufers des japanischen Zen, des koreanischen Seon und des vietnamesischen Thien. Den Namen Shaolin-Tempel tragen daneben auch eine Reihe anderer Klöster in der Volksrepublik China, Korea (Sorim), Indochina und Japan (Shorinji).
ShakujōJapanische Bezeichnung für den Priesterstock eines buddhistischen Mönches.
ShariReliquien, insbesondere des historischen Buddha oder einer anderen wichtigen buddhistischen Figur. Shari ist die japanische Transkription des Sanskrit-Begriffs sharira.
ShashuDie Handposition wird im Zen beim Betreten und Verlassen der Meditationshalle praktiziert. Die linke Hand bildet eine Faust um den Daumen, während die rechte Hand die linke bedeckt. Die Hände werden mit der Faust zur Brust vor dem Körper gehalten, wobei die Unterarme gerade gehalten werden.
ShiePurpurrobe, japanischer Name für eine ehrenvolle Mönchskutte, die hochrangigen Mönchen verliehen wird.
ShijoshoDer Beginn einer Zazen-Periode wird traditionell durch drei Glockenschläge (shijosho) angekündigt, das Ende einer Zazen-Periode mit anschließendem Kinhin wird durch zwei Schläge (kinhinsho) angekündigt. Das Ende eines Zazen-Kinhin-Zazen-Zyklus wird durch eine Glocke (hozensho) markiert.
ShilaSanskrit-Aussprache des gebräuchlicheren Pali-Wortes sila.:
ShingiDas japanische Wort shingi (真義) bedeutet „wahre Bedeutung“ oder „wahre Gerechtigkeit“. Die Zusammensetzung ergibt sich aus den Kanji „shin“ (真), was „wahr, echt“ bedeutet, und „gi“ (義), was „Bedeutung, Gerechtigkeit, Pflicht“ bedeutet. In philosophischen, religiösen oder ethischen Kontexten bezeichnet shingi oft den wahren Sinn oder die tiefere Bedeutung von etwas, besonders im Buddhismus und in der japanischen Ethik. Im Zen-Kontext bezeichnet Shingi die verbindlichen klösterlichen Regeln und Verhaltensvorschriften, an die sich Mönche und Nonnen während der gemeinsamen Praxis, insbesondere während der intensiven Klausurzeiten (Sesshin), halten. Diese Regeln strukturieren den klösterlichen Alltag und schaffen den Rahmen, in dem die Meditation (Zazen, Kinhin) und andere Übungen diszipliniert und konzentriert durchgeführt werden können.
Shinjin datsu rakuShinjin datsu raku ist ein zentraler Begriff im Zen-Buddhismus, der von Meister Dōgen geprägt wurde, nachdem er unter Meister Nyojo in China eine tiefgreifende Erfahrung gemacht hatte. Er bedeutet „das Abfallen von Körper und Geist“ und beschreibt einen Zustand des vollständigen Loslassens von Anhaftungen an das Ego, den Körper und den Geist. Dieser Zustand wird durch die Praxis von Zazen (Meditation) erreicht, bei der man alle dualistischen Denkweisen und persönlichen Ziele hinter sich lässt, um zur Wirklichkeit zu erwachen. Es ist ein Schlüsselkonzept für die spirituelle Verwirklichung und das Erkennen der universellen Natur des Seins.:

„Den Weg des Buddhas zu studieren bedeutet, das Selbst zu studieren. Das Selbst zu studieren heißt, das Selbst zu vergessen. Das Selbst zu vergessen bedeutet, von den unzähligen Dingen bestätigt zu werden. Von den unzähligen Dingen bestätigt zu werden, bedeutet, Körper und Geist des eigenen Selbst und der anderen abzuwerfen.“

ShikantazaSchlüsselbegriff in der Sōtō-Tradition des Zen-Buddhismus, der im Deutschen meist mit „Nur Sitzen“ übersetzt wird. Er bezieht sich auf die in dieser Schule praktizierte Form der Sitzmeditation (siehe Zazen). Dabei soll der Übende seine Aufmerksamkeit nicht auf ein konkretes Objekt wie den Atem oder das Durchdringen eines Kōans richten, sondern „einfach sitzen“. Shikantaza beschreibt zusammen mit Hishiryō die beiden wichtigsten charakteristischen Leitsätze Dogens für die Zazen-Praxis. Der Begriff taucht erstmals bei Dōgen (1200–1253), dem Begründer der Sōtō-Schule, auf. Er steht in engem Zusammenhang mit der Lehre von der „stillen Erleuchtung“ (japanisch: mokushō zen). Beide Begriffe sind zentral für das Selbstverständnis der Sōtō-Schule, die sich damit insbesondere von der Rinzai-Schule und der dort praktizierten Kōan-Meditation (japanisch: kanna zen) abgrenzt.
ShikeDer Titel wird sowohl im Rinzai als auch im Soto für eine ausgewählte Gruppe von Personen verwendet, die qualifiziert sind, die Ausbildung von angehenden Priestern in den Sodos, den Ausbildungshallen, zu beaufsichtigen.
ShinshinDer „Wahre Geist“ ein Zen-Ausdruck für die wahre oder ursprüngliche Natur des Menschen, die als Buddha-Natur bezeichnet wird. Die Verwirklichung von Shinshin ist gleichbedeutend mit Erleuchtung.
ShōbōgenzōShōbōgenzō bedeutet wortwörtlich auf Deutsch „Die Schatzkammer des wahren Dharma-Auges“ und ist das Hauptwerk des japanischen Zen-Meisters Dōgen, das er zwischen 1231 und 1253 (seinem Todesjahr) verfasste. Das Shōbōgenzō ist die zentrale Schrift für die Praktizierenden des Sōtō-Zen. Eine über die Schule des Sōtō-Zen in Japan hinausgehende Bedeutung erlangte die Schrift im 20. Jahrhundert, nachdem der Philosoph Watsuji Tetsurō (1889–1960) sie in seiner 1924 erschienenen Abhandlung Shamon Dōgen (dt. „Der Mönch Dōgen“) als Produkt des „ursprünglich japanischen Denkens“ bezeichnet hatte und sie „aus den Fängen der Sekte (des Sōtō-Zen)“ entreißen wollte. In der Folge wurde das in diesem Werk vorgetragene Denken von zahlreichen japanischen Denkern neu beleuchtet.
Shôbôgenzô ZuimonkiDôgen Kigen hat seinen Schülern viele Vorträge und Anweisungen gegeben. Diese wurden von Koun Ejô, einem seiner Schüler, aufgeschrieben und veröffentlicht. Dôgen hielt die Vorträge zwischen 1235 und 1237. Er war damals am Kôshô-ji in der Gegend von Kyoto. Das Zuimonki ist in der Sôtô-Schule sehr beliebt. Es ist das früheste japanische Beispiel für die Zen-Gattung der „aufgezeichneten Sprüche“ (Jap.: goroku), die zuerst in China entwickelt wurde.
Shodō„Der Weg des Schreibens“, ein japanischer Begriff für die Kunst der Kalligraphie. Sie ist auch als Shojutsu bekannt. Die Grundlagen, also die Strichformen, die Schriftzeichen selbst, die Ästhetik, die Schrifttypen und die Werkzeuge Papier, Tusche und Pinsel wurden aus China übernommen.: Die Zen-Kalligraphie ist eine Kunstform, die von buddhistischen Mönchen und den meisten Shodō-Praktizierenden geübt wird. Um Sie meisterhaft zu praktizieren, ist es essenziell, den Geist zu leeren und die Buchstaben von selbst fließen zu lassen, anstatt sich zu konzentrieren und sich stark anzustrengen. Dieser Geisteszustand wird von dem japanischen Philosophen Nishida Kitaro als „Mushin“ bezeichnet. Diese Form der Kalligraphie ist somit eine meditative Praxis, die auf den Prinzipien des Zen-Buddhismus basiert. Es wird die Verbindung zum Spirituellen und nicht zum Körperlichen betont. Kalligraphieleistungen mit sehr großen Pinseln werden in der Regel in dieser Geisteshaltung ausgeführt.
Shōjō„Kleiner Pfad“ oder „Kleiner Weg“, die japanische Übersetzung für Hinayana.
Shojutsu„Die Kunst des Schreibens“, ein japanischer Begriff für die Kunst der Kalligraphie. Sie ist auch als Shodō bekannt. Siehe Shodō.
ShoshinShoshin ist ein Begriff aus dem Zen-Buddhismus, der „Geist des Anfängers“ bedeutet. Er beschreibt eine Haltung der Offenheit, des Eifers und des Fehlens von Vorurteilen beim Studium eines Themas, selbst bei fortgeschrittenem Kenntnisstand, wie ihn ein Anfänger in diesem Fach aufweist. Der Begriff wird insbesondere im Studium des Zen-Buddhismus und der japanischen Kampfkünste verwendet. Ein Beispiel ist der Titel des Buches Zen Mind, Beginner's Mind des Zen-Lehrers Shunryu Suzuki, in dem er Folgendes zum richtigen Zugang zur Zen-Praxis sagt: „Im Geist des Anfängers gibt es viele Möglichkeiten, im Geist des Experten gibt es nur wenige.“
ShuVersammlung, die gesamte Gemeinschaft, die in einem buddhistischen Kloster lebt; wird manchmal als alternative japanische Übersetzung für Sangha verwendet.
ShūDer japanische Begriff Shū kann je nach Kontext mit Schule, Sekte, Konfession oder Abstammung übersetzt werden. In der Regel wird Shū an den Namen einer religiösen Institution angehängt, wie z. B. Sōtō-shū (Sōtō-Schule), Rinzai-shū (Rinzai-Schule) oder Ōbaku-shū (Ōbaku-Shule).
ShujōWanderstab, der von Zen-Mönchen und -Nonnen auf ihren Pilgerreisen verwendet wird.
Shukuha-FuginSutra-Rezitation findet nach der Morgenmahlzeit statt.
ShunyataShunyata wird im Deutschen meist mit Leerheit übersetzt und ist ein zentraler Begriff des Buddhismus. In seiner grundlegenden Bedeutung besagt er, dass alle Phänomene – da sie durch wechselseitige Bedingtheit miteinander verbunden sind – keinen dauerhaften Wesenskern besitzen bzw. keine Substanz, Essenz oder „Eigenexistenz“ aufweisen. Es wird behauptet, sie seien „leer von Eigenexistenz“ etc. Ein wesentlicher Aspekt des Buddhismus ist die Auffassung, dass auch das menschliche Ich von dieser Lehre umfasst wird. In der buddhistischen Philosophie wurde das Konzept jedoch auf alle Erscheinungen ausgedehnt.
ShusoShuso (japanisch für „Oberster Mönch“) ist der Titel eines Zen-Schülers, der in dieser Funktion eine Übungszeit (Sesshin) leitet. Der Shuso ist der Übende, in dessen „Geist des Weges“ (japanisch: Dôshin) der Meister besonderes Vertrauen setzt.
Shuso hossenshikiBezeichnet im Zen die Begegnung oder den Austausch zwischen zwei Praktizierenden als Mittel, ihr Verständnis der Natur der Wirklichkeit auszudrücken und zu vertiefen. Der Austausch kann verbal, durch Gesten oder Bewegungen oder durch eine Kombination von allen dreien erfolgen. Der Austausch ist weniger eine philosophische Debatte als vielmehr eine Manifestation oder Offenbarung des intuitiven Verständnisses der religiösen Wahrheit durch den Einzelnen. Die Aktivität weist gewisse Ähnlichkeiten mit der Praxis des Mondo auf.
 In der Shuso hossen-Zeremonie wird der Hauptmönch (Shuso) von anderen Schülern und Lehrern in der Öffentlichkeit verbal auf sein Wissen über die buddhistischen Lehren geprüft. Die Hossenshiki-Zeremonie, auch als „Dharma-Kampf“ bekannt, ist ein wichtiges Ritual in der Sōtō-Zen-Tradition. Dabei erneuern Nonne und Mönch ihr Engagement im Dharma und bekräftigen es öffentlich. Diese Zeremonie findet während des Ango statt, einer intensiven Trainingsperiode. Dabei wird der „Shuso“ (Hauptmönch) von anderen Schülern und Lehrern öffentlich befragt. So testen sie sein Wissen über den Dharma.
SkandhaDer Sanskrit Begriff „Skandha“ bedeutet im Deutschen „Anhäufung, Ansammlung, Aggregat“ und ist ein Schlüsselbegriff der buddhistischen Lehre. Die Lehre von den fünf Skandhas ergänzt die Lehre der „Drei Daseinsmerkmale“ und dient dem Verständnis des Erleuchtungsweges. Gemäß dieser Darstellung können die verschiedenen Aspekte des menschlichen Daseins wie folgt zusammengefasst werden: Empfindungen des Körpers mit seinen Sinnesorganen, die Gefühle, die Wahrnehmung, die Geistesformationen und schließlich das Bewusstsein. Das „Anhaften an diese fünf Aggregate“ (Sanskrit Pañcaupādānaskandhāḥ) wird im Buddhismus als Ursache von Leid (Dukkha) gesehen. Zudem besteht ein Zusammenhang mit der Lehre von Anatta (Nicht-Selbst).
SoBedeutet auf Deutsch „Patriarch“ und ist der Gründer einer Schule oder Linie des Buddhismus.
Soen Sa NimIn der von dem koreanischen Zen-Lehrer Seung Sahn in Amerika und Europa gegründeten Kwan-Um-Zen-Schule kann ein Zen-Meister als „Soen Sa Nim“ (seonsa-nim; Seon ist koreanisch für „Zen“) bezeichnet werden. Seung Sahn selbst wird gewöhnlich als „Dae Soen Sa Nim“ bezeichnet (der Ehrentitel „Dae“ bedeutet „groß“).
SōgyaJapanische Bezeichnung für Sangha, die Gemeinschaft der buddhistischen Praktizierenden.
SōheiDer Begriff bezeichnet im Deutschen Kriegermönche, also bewaffnete buddhistische Mönche im feudal organisierten Japan. Diese hatten zeitweise beträchtlichen politischen Einfluss und zwangen die weltlichen Herrscher zur Zusammenarbeit.
Sōji-jiNeben dem Eihei-ji der zweite Haupttempel der japanischen Zen-Linie Sōtō-shū. Ehemals ein Shingon-Tempel wurde der Sōji-ji nach Einsetzung von Keizan Jōkin als Abt 1321 zu einem Zentrum der Sōtō-shū.:
Sokushin ZebutsuDer japanische Begriff kann mit „Der Geist selbst ist Buddha“ übersetzt werden und ist eine zentrale Doktrin der Daruma-shū.
Sōtō-shūRichtung des Chan- und Zen-Buddhismus. Mit ca. 14.700 Tempeln und 8 Millionen Anhängern ist die Sōtō-Schule neben der Rinzai-shū und der Ōbaku-shū die größte der drei japanischen Hauptrichtungen des Zen und eine der größten Gemeinschaften des Buddhismus in Japan überhaupt. Die Sōtō-Schule sieht ihre beiden Gründerväter in dem chinesischen Chan-Patriarchen Tōzan Ryōkai (chin.: Dongshan Liangjie) und seinem Schüler Sōsan Honjaku (chin.: Caoshan Benji), von deren Namen sich der Name der Schule ableitet (chin.: Caodong). Die Sōtō-Schule ist eine Vereinigung mit einer modernen Verfassung, die den Anforderungen der modernen japanischen Verfassung von 1949 entspricht.
Sōtō-Zen-Buddhistische VereinigungDie große Mehrheit der nordamerikanischen Sōtō-Priester hat sich 1996 zur Soto Zen Buddhist Association zusammengeschlossen. Obwohl diese institutionell unabhängig von der japanischen Sōtō-Schule ist, arbeitet sie eng mit ihr zusammen. Auf ihrer Versammlung im Jahr 2010 verabschiedete die Zen-Vereinigung ein Dokument zur Würdigung der weiblichen Linie in der Zen-Tradition. Weibliche Vorfahren aus Indien, China und Japan, die bis zu 2.500 Jahre zurückreichen, können künftig in den Lehrplan, die Rituale und die Ausbildung westlicher Praktizierender einbezogen werden.
Sumi-eSumi-e oder Suiboku bedeutet schwarze Tuschemalerei, oder Tuschezeichnung.

## T
TandenEinfache oder direkte Übertragung des Dharma von einem Zen-Meister auf einen Schüler.
TantoDer Begriff „Tanto“ bezeichnet den Meister der kleinen Podeste, auf denen die Mönche in japanischen Tempeln Zazen praktizieren. Der Tanto ist in einem Dojo oder Tempel dafür verantwortlich, dass alles reibungslos funktioniert. Er sorgt dafür, dass sich der „richtige Geist“ verbreitet. Er kann sich an die Shussos wenden, um ihnen Hinweise für eine Verbesserung der Atmosphäre im Dojo oder Tempel zu geben.: Der Tantō nimmt somit eine zentrale Rolle als Führungs- und Bezugsperson während intensiver Übungszeiten ein. In der Regel handelt es sich dabei um ein erfahrenes Mitglied der Gemeinschaft, das eng mit anderen Verantwortlichen wie dem Abt oder Lehrer zusammenarbeitet.
TatamiTatami ist eine Matte aus Reisstroh, die in Japan als Fußboden in sogenannten Washitsu – traditionell gestalteten Zimmern – verwendet wird. Sie zeichnet sich durch ihre dämmenden und dämpfenden Eigenschaften aus. Tatamis sind im Zen ein zentrales Element, da sie traditionell als Bodenbelag in Zen-Klöstern und Meditationsräumen eingesetzt werden. Sie tragen zur Schaffung einer minimalistischen und ruhigen Atmosphäre bei, die die Praxis von Meditation und Achtsamkeit fördert. Ihre schlichte Ästhetik und der Einsatz natürlicher Materialien stehen im Einklang mit den Prinzipien von Einfachheit und Konzentration, die auch im Zen praktiziert werden.
TeihatsuBedeutet Tonsur oder Rasur des Kopfes. Buddhistische Mönche und Nonnen verzichten bei der Ordination auf ihre Haare als Zeichen der Abkehr vom weltlichen Leben und der Hingabe an die klösterliche Praxis. Im gesamten Buddhismus ist die Tonsur (Sanskrit: mundanā) ein integraler Bestandteil des Ordinations-Ritus für Mönche (Bikkhu) und Nonnen (Bikkhuni).
TeishōDer Begriff Teishō wird am häufigsten für die formellen Zen-Rede verwendet, die der Zen-Meister für seine Schüler während der Perioden intensiver Zen-Praxis (japanisch: Sesshin) hält. Teishô finden in der Regel in der sogenannten Dharma-Halle (japanisch: Hattô) vor der gesamten Gemeinschaft der Praktizierenden (Sangha) statt. Der Meister nimmt dabei auf einem erhöhten Podest (japanisch: Hôza) Platz, das als zentrales Podest (erhöhte Plattform) bezeichnet wird. Die Rede selbst hat die Form eines Kommentars zu einem klassischen Zen-Text, wie den Sprüchen von Linji Yixuan oder dem Wu-men Kuan (japanisch: Mumonkan) und Sutras oder klassische Schriften wie dem Shōbōgenzō. Teishō sind jedoch keine Vorlesungen im akademischen Sinne, sondern eine Form der unmittelbaren, interaktiven Lehre.
The Way of ZenDer Weg des Zen ist ein Sachbuch über den Zen-Buddhismus und die östliche Philosophie des Philosophen und Religionswissenschaftlers Alan Watts. Das Buch erschien in deutscher Sprache unter dem Titel Zen-Buddhismus. Tradition und lebendige Gegenwart  in Rowohlts deutscher Enzyklopädie. Es war ein Bestseller und spielte eine wichtige Rolle bei der Einführung des Buddhismus bei einem meist jungen westlichen Publikum. Watts zufolge ist der Zen-Buddhismus eine Synthese aus chinesischem Taoismus und Mahayana-Buddhismus. Dem Autor zufolge ist die westliche philosophische Tradition durch das Festhalten an logischen Strukturen charakterisiert. Im Gegensatz dazu ist die östliche Philosophie nicht durch diese Strukturen gebunden.
TongoDer Begriff „Plötzliche Erleuchtung“ wird im japanischen Zen-Buddhismus verwendet, um die Erleuchtung als plötzliche im Gegensatz zur allmählichen oder in Stufen über einen längeren Zeitraum hinweg erfolgenden Erfahrung zu beschreiben. Im Gegensatz dazu steht der Begriff „zengo“, der eine allmähliche Erleuchtung beschreibt.
TonsurIm Zen ist die Tonsur (Sanskrit: mundanā) ein integraler Bestandteil des Ordinations-Ritus und ein wesentlicher Aspekt, um Mönch oder Nonne zu werden. Zu den erforderlichen Maßnahmen zählt die Rasur des Kopfes und des Gesichts. Die Tonsur wird in verschiedenen Religionen wie Christentum, Buddhismus oder Hinduismus praktiziert. Auch in der altägyptischen Religion gab es die Tonsur.
TsungDer aus dem Chinesischen stammende Begriff kann je nach Kontext mit „Schule“, „Sekte“, „Konfession“ oder „Abstammung“ übersetzt werden. Auf Japanisch wird er „shū“ ausgesprochen.
Trúc LâmEine Schule des vietnamesischen Zen (Thiền), die auch Bambushain-Schule bzw. Bambuswald-Schule genannt wird.

## U

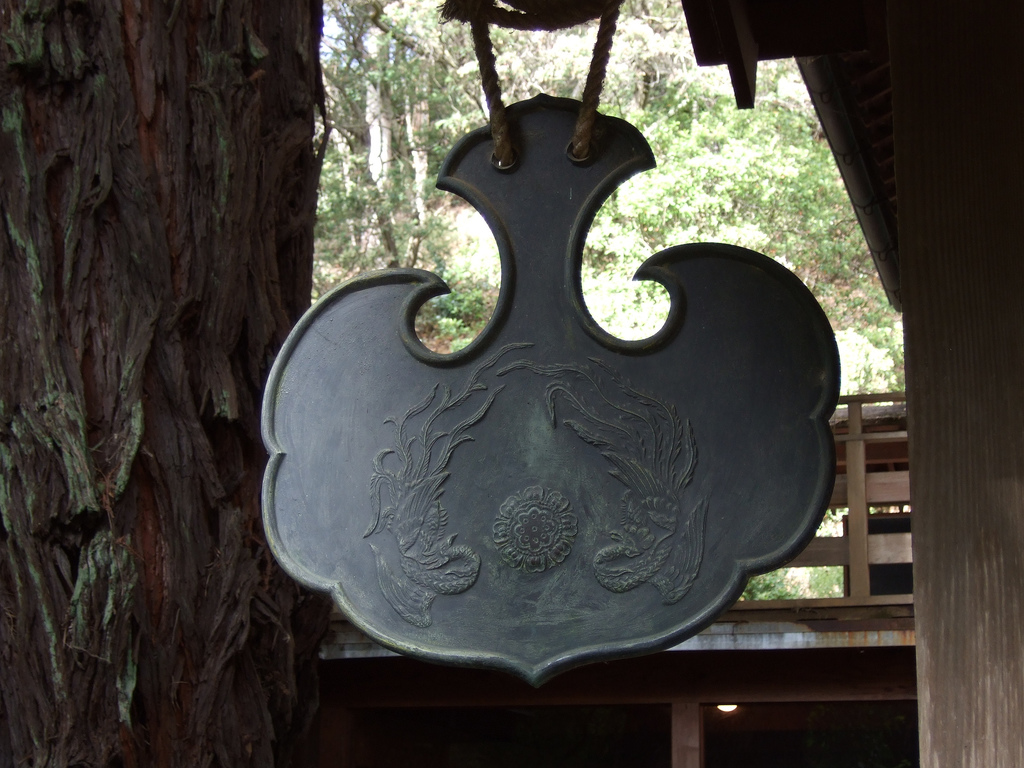
Umpan

UjiUji – Zeit-Sein ist das zentrale Kapitel des Shōbōgenzō. Das Essay wurde im Jahr 1240 verfasst und in der Sammlung von Texten veröffentlicht, die unter dem Namen Shōbōgenzō bekannt sind. Das Kapitel wurde vielfach interpretiert, unter anderem im Vergleich mit Martin Heideggers 1927 erschienener Schrift Sein und Zeit. Im Wesentlichen entspricht u der Bedeutung von Sein und ji der Bedeutung von Zeit. In einigen Interpretationen wird der Terminus „uji“ synonym zum Hier und Jetzt in Oppositionen verhandelt.
UmpanEin Umpan ist ein flacher Gong, der in der Regel aus Bronze gefertigt wird und zur Essenszeit in einem Zen-Kloster geschlagen wird. Der Begriff leitet sich wörtlich von „Wolkenplatte“ ab und wird verwendet, um andere Ereignisse zu signalisieren, wie beispielsweise den Aufruf zum Ende von Zazen.
UnUn bedeutet im Deutschen „Stapel“ oder „Haufen“ und ist die japanische Übersetzung des Sanskrit-Begriffs skandha. Der Begriff Skandha ist ein Schlüsselbegriff der buddhistischen Lehre.
UnsuiUnsui oder kōun ryūsui ist ein spezifischer Zen-Begriff und bedeutet auf Deutsch „Wolke und Wasser“. Die Zen-Mönche zogen während ihrer Zen-Ausbildung wie Wolken und Wasser von Ort zu Ort, ohne eine Spur zu hinterlassen. Gleichmütig und nirgends verweilend wanderten sie von Kloster zu Kloster, wo sie jeweils nur eine Nacht blieben.
Ursprüngliches GesichtEin Zen-Begriff, der die Nondualität von Subjekt und Objekt unterstreicht.

## W
WabiArmut oder strenge Einfachheit, die in der japanischen Kulturtradition als ästhetische Qualität geschätzt wird, wird durch verschiedene Zen-inspirierte Kunstformen verkörpert, wie etwa Töpferei, Poesie und Drama. Diese Formen sollen die Stile Wabi und Sabi (Einsamkeit) verkörpern. Siehe auch Sabi.
Wabi-chaWabi-cha ist eine Form der japanischen Teezeremonie, die Einfachheit und Bescheidenheit betont. Sie wurde im 16. Jahrhundert von Sen no Rikyu weiterentwickelt und basiert auf den Prinzipien von Wabi-Sabi – der Wertschätzung von Unvollkommenheit und Vergänglichkeit. Wabi-cha. Das Ideal des Wabi-cha, beruht auf der Theorie, dass Tee und Zen eins seien. Diese Theorie wurde von Sōtan (1578–1658) weiterentwickelt.
Wabi-SabiWabi-Sabi ist ein japanisches ästhetisches Konzept der Wahrnehmung von Schönheit. Eng mit dem Zen-Buddhismus verbunden, ist es eine Entsprechung zur ersten der buddhistischen Vier Edlen Wahrheiten, Dukkha. 
Das schwer zu übersetzende Wabi-Sabi bezeichnet eine Ästhetik des Unperfekten, das sich durch Asymmetrie, Rauheit, Unregelmäßigkeit, Einfachheit und Sparsamkeit auszeichnet. Anspruchslosigkeit und Bescheidenheit beweisen Achtung vor der Eigenheit der Dinge. Im Vergleich mit der abendländischen Tradition nimmt es einen ähnlich hohen Stellenwert ein wie das westliche Konzept des Schönen.
Vom Wabi-Sabi Kunstideal geprägte Künste zählen beispielsweise, Japanische Gärten, Bonsai, Ikebana, Japanische Teezeremonie, Japanische Poesie, besonders Haiku, Japanische Keramik, u. a. Kintsugi sowie Hagi-Keramik (Hagi-yaki) Honkyoku und traditionelle Shakuhachi-Musik der wandernden Zenmönche.
WegDie am häufigsten verwendete deutsche Übersetzung für das chinesische Wort „Tao“ und das japanische „Dō“ oder „Tō“.
White Plum AsangaDie White Plum Asanga, auch als White Plum Sangha bekannt, ist eine Organisation von Zen-Lehrern. Diese wurde von Taizan Maezumi Roshi (1931–1995) und Tetsugen Bernard Glassman gegründet und hat internationale Verbreitung gefunden. Sie umfasst heute (2024) rund zweihundert Zen-Lehrer und Zen-Meister. Viele ihrer Zen-Zentren befinden sich in Nordamerika und es gibt einige Sanghas in Europa. Die Organisation besteht aus Maezumis Dharma-Erben und deren Nachfolgern und umfasst Lehrer, die verschiedene Schulen des US-amerikanischen Zen repräsentieren, darunter sozial engagierten Buddhismus und Zen in den Künsten.
Wú, siehe Mu.
WumenguanBedeutet annähernd im Deutschen Die torlose Schranke und ist eine Sammlung von 48 klassischen Kōan, die im 13. Jahrhundert von Meister Wumen Huikai (japanisch: Mumon Ekai; 1183–1260) zusammengestellt wurde. Jedes Kōan wurde von Wumen durch einen Kommentar und einen Vers ergänzt. Die Sammlung ist besser bekannt unter seinem japanischen Titel Mumonkan. Siehe Mumonkan.

## Y
Yamada KôunYamada Kôun Roshi (1907–1989) war ein japanischer Zen-Meister. Er kann als einer der Stammväter von Zen-Buddhismus im Westen gelten. Kôun Roshi leitete die unabhängige Zen-Vereinigung Sanbô Kyôdan (heute Sanbô Zen), die Soto- und Rinzai-Zen für Mönche wie für Nicht-Ordinierte anbot. Seine Lehre betonte Offenheit und Mitgefühl gegenüber allen Menschen, unabhängig von Nation, Kultur, Glaubensrichtung oder Geschlecht. Sein Angebot zum interreligiösen Dialog zog vor allem Menschen aus dem Westen an, darunter überdurchschnittlich viele christliche Priester und Nonnen, die bei ihm Zen studierten, um später eigene Zen-Zentren in Europa, den Vereinigten Staaten und anderen asiatischen Ländern zu gründen.
YokushitsuYokushitsudas ist das Badezimmer eines Klosters. In den Zen-Tempeln war das Yokushitsu eines der sieben Hauptgebäude einer Zen-Tempelanlage, und im Inneren des Badehauses befand sich ein Bildnis des Buddabahadra, eines gängigen Zen-Bildes.

## Z

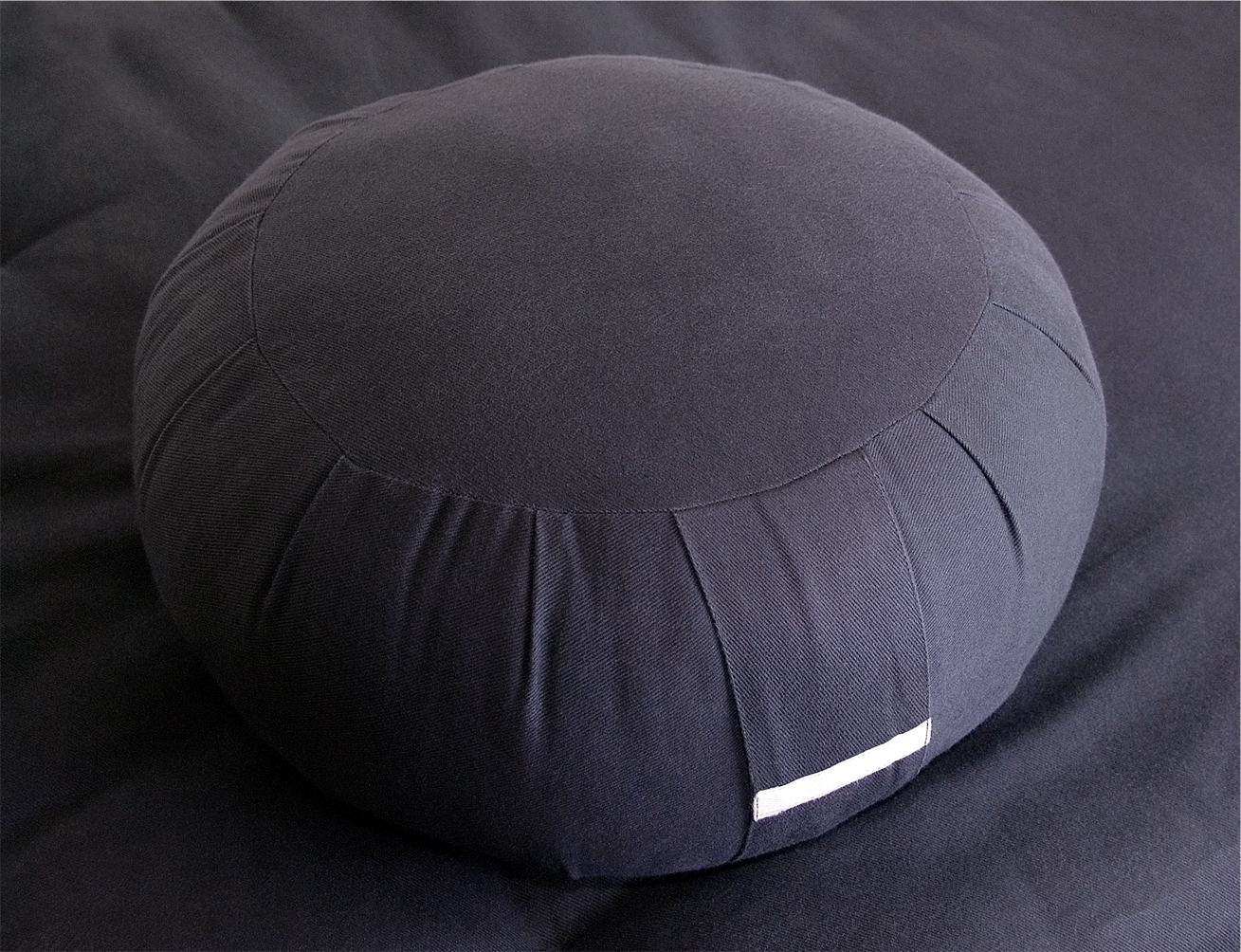
Mpdernes Zafu

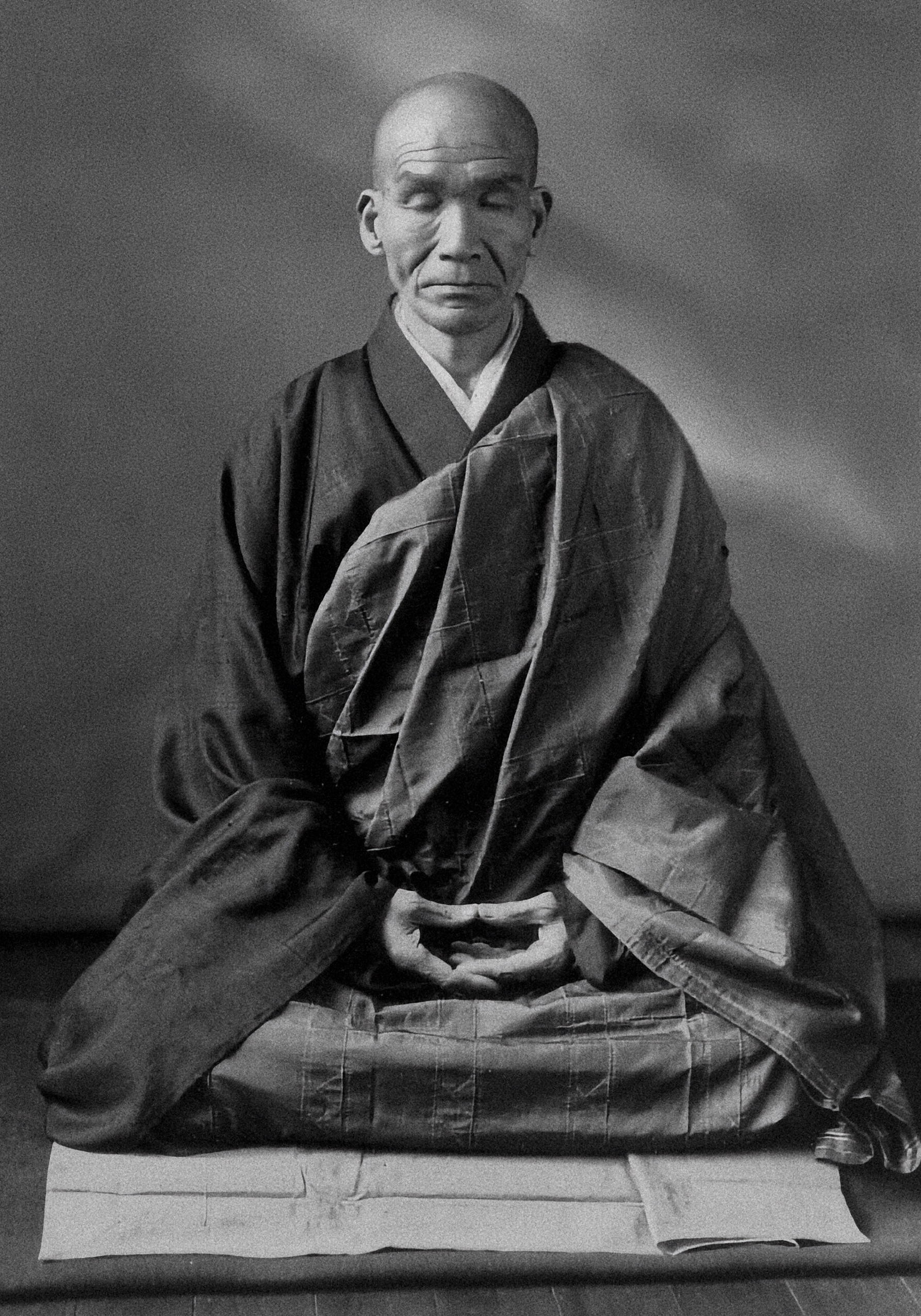
Meister Kodo Sawaki in Zazen

Zafu oder ZabuTraditionelles japanisches Sitzkissen, das im Zen zur Sitzmeditation (Zazen) verwendet wird. Der Name bedeutet „Sitz aus Rohrkolben“‚ dessen Fasern in China, dem Ursprungsland des Zafus, als Rohstoff dienten. Der Bezug ist meist aus festem Baumwollstoff, in traditionellen Zendōs von dunkler oder schwarzer Farbe. Das Kissen ist traditionell mit Kapok gefüllt, westliche Varianten auch mit Dinkel- oder Buchweizenspreu.
Zafuton oder ZabutonMeditationsmatte, auf die bei der Zen-Meditation das Zafu gelegt wird. Die im Zen verwendete Form des Zabuton ist eine quadratische Matte, die dazu dient, Knie und Knöchel abzufedern, während das Zafu den übrigen Körper stützt und polstert.
ZaguZagu bezeichnet ein rechteckiges „Sitztuch“, das während ritueller Zeremonien, insbesondere während der rituellen Niederwerfungen (Pai), verwendet wird. Es wird in sorgfältig gefalteter Form von Nonnen und Mönchen über dem linken Handgelenk getragen. Zum Entfalten des Zagu dreht mann sich vom Altar weg und legt es auf die Meditationsmatte (Zabuton). Siehe auch Sanpai.
ZammaiZammai bezeichnet einen intensiven Zustand der geistigen Konzentration, der während der Meditation erreicht wird und auch als Zanmai oder Sammai geschrieben wird. Zammai ist die japanische Transkription des Sanskrit-Begriffs Samadhi.
ZanshinBesagt im Deutschen balancierter Geist und ist ein Begriff aus den vom Zen inspirierten japanischen Kampfkünsten (Budō). Zanshin bezeichnet einen körperlich-geistigen Bewusstseinszustand erhöhter Wachsamkeit, Achtsamkeit, Aufmerksamkeit und Konzentration, nicht nur, aber insbesondere in Kampfsituationen, auch nach einem erfolgreichen Angriff.
ZazenEine Sitzmeditation, die meistens die Hauptpraxis der zen-buddhistischen Tradition ist. Diese soll Körper und Geist zur Ruhe bringen und wird in betont aufrechter, stabil in sich selbst ruhender Körperhaltung geübt. Durch die Haltung, Beobachtung der Atmung und Konzentration kommt der Gedankenstrom zur Ruhe. Zazen kann im Lotossitz (Kekka-Fuza), im halben Lotossitz (Hanka-Fuza), im sogenannten Burmesischen Sitz oder im Fersensitz (Seiza) durchgeführt werden. Hilfsmittel sind im Zen das Sitzkissen (Zafu) mit der darunter liegenden Matte (Zabuton). Sitzschemel oder Meditationsbank werden ebenfalls genutzt. Die Hände werden häufig im sogenannten Meditations-Mudra knapp unterhalb des Nabels gehalten und die Augen sind meist offen oder halboffen. Während es im Sōtō-Zen üblich ist, mit dem Gesicht zur Wand zu sitzen, sitzen die Meditierenden im Rinzai-Zen mit dem Rücken zur Wand.
Zazengi„Handbuch der Zen-Meditation“, ist der japanische Titel eines der zahlreichen Handbücher, die korrekte Zazen-Praxis beschreiben. Der Titel bezieht sich meist auf das Zuochan Yi, einen chinesischen Zen-Text, der im Chanyuan Qinggui (jap. Zennen Shingi) des chinesischen Zen-Meisters Changlu Zongze erscheint. Er wird auch als Kurztitel für Dôgens Fukanzazengi verwendet, das ein Kapitel des Shôbôgenzô bildet. Dôgens Abhandlung basiert auf dem früheren Werk von Changlu Zongze.
ZazenkaiZazenkai bedeutet wörtlich „zur Meditation zusammenkommen“ bedeutet und ist ein zen-buddhistisches Retreat. Im Vergleich zu Sesshin ist es in der Regel weniger intensiv und von kürzerer Dauer. Es kann sich um ein kurzes Treffen ohne Rituale handeln, das von einem Mönch oder einer Gruppe von Praktizierenden ohne die Anwesenheit eines Lehrers geleitet wird. In einigen Fällen wird der Begriff auch für Treffen von Laienpraktizierenden verwendet, die regelmäßig zusammen praktizieren, ohne dass ein Lehrer anwesend ist. Der Begriff kann auch im Zusammenhang mit einem Tempelprogramm stehen und eine Zazen-Periode bezeichnen.
ZenbyôJapanisch für „Zen-Krankheit“, ein Leiden, das durch die Ausübung der Zen-Meditation entstehen kann.
Zen for NothingEin schweizerisch-deutscher Dokumentarfilm von Werner Penzel aus dem Jahr 2016. Der Regisseur begleitet darin die Schweizer Schauspielerin Sabine Timoteo bei ihrer Auszeit im japanischen Zen-Kloster Antai-ji das vom deutschen Zen-Meister und damaligen Abt Muhō Nölke geleitet wird.
Zengartensiehe Kare-san-sui.
ZengoDer Begriff Zengo im Deutschen „allmähliche Erleuchtung“, ist der japanische Begriff für die Überzeugung, dass Erleuchtung in mehreren Schritten über einen längeren Zeitraum erreicht werden kann. Im Gegensatz dazu steht der Begriff „Tongo“, der eine „plötzliche Erleuchtung“ beschreibt.
ZenjiZenji (Zen-Meister) ist ein Ehrentitel, der einem religiösen Menschen und insbesondere einem großen Meister des Zen-Buddhismus verliehen wird, oft posthum.
Zen-KunstDie Zen-Kunst entwickelte eine Reihe von Ausdrucksformen, wie beispielsweise: Schreibkunst (Shodō), Zen-Gartenkunst, Tuschezeichnungen (Sumi-e) oder Dichtkunst (Haiku). Ihnen gemeinsam ist das Bestreben, die „Essenz“ der Erscheinungsformen der Welt, in nicht-dualistisch Form, zu repräsentieren. Der Schaffensakt eines Kunstwerkes ist dabei vielmehr religiöse Praxis als die Kreation eines Kunstobjektes und damit ein Ausdruck des Strebens nach Erleuchtung (japanisch Satori, siehe auch Bodhi) im Moment. Auf dieser Basis bildeten sich auch weitere Formen der Praxis, wie die Kunst des Blumensteckens (Ikebana), die Teezeremonie (Sadō) oder das Bogenschießen (Kyūdō). Letztlich kann in dieser Sichtweise jede Tätigkeit als eine Kunst mit sowohl ästhetischer wie auch spiritueller Bedeutung betrachtet werden.
Zen-MeisterZen-Meister ist ein etwas vager Begriff, der in der ersten Hälfte des 20. Jahrhunderts aufkam und manchmal verwendet wird, um sich auf eine Person zu beziehen, die zen-buddhistische Meditation und Praktiken lehrt, was in der Regel ein langjähriges Studium und die anschließende Erlaubnis, die Tradition selbst zu lehren und weiterzugeben, impliziert. Siehe auch Rōshi und Liste von Zen-Meistern.